# Liste von Söhnen und Töchtern der Stadt Halle (Saale)
Diese Übersicht enthält bedeutende in Halle (Saale) geborene Persönlichkeiten, unabhängig davon, ob sie hier auch ihren Wirkungskreis hatten:

## 13. Jahrhundert
- unbekannt, Philipp von Halle, † nach 1231, Ritter des Deutschen Ordens in Preußen, erste bekannte Vorsteher der Kommende Halle

## 15. Jahrhundert
- unbekannt, Israhel von Halle, † Ende 1480 in Braunschweig, Geschäftsmann, Geld- und Pfandhändler
- 1422, Hans von Waltheim, † 21. April 1479 in Leipzig, deutscher Patrizier aus Halle, Reisender und Pilger
- 1477, 9. August, Laurentius Zoch, † 27. Februar 1547 in Wittenberg, Jurist und Rechtswissenschaftler
- 1488, Felicitas von Selmenitz, † 1. Mai 1558 in Halle, erste Frau der Reformation in Halle
- 1499, Hans von Schönitz, † 21. Juni 1535 in Halle, deutscher Kaufmann, oberster Kämmerer und Vertrauter des Kardinals Albrecht von Brandenburg
- unbekannt, Hans Hujuff, † 1554 in Zürich, Goldschmied und Wiedertäufer

## 16. Jahrhundert
- 1523, 28. Januar, Paul Dumerich, † 19. Juli 1583 in Erfurt, Pädagoge und Professor
- 1531, 20. März, Johann Sagittarius, † 24. Juli 1584 in Wittenberg, Theologe
- um 1538, Daniel Hofmann, † 30. November 1611 in Wolfenbüttel, lutherischer Theologe
- 1538, Johannes Mellinger, † Anfang Mai 1603 in Celle, Kartograf und Arzt
- 1539, Melchior Stubendorff, † 1609, Theologe und braunschweigischer Hofprediger
- 1540, 27. Dezember, Balthasar Brunner, † 1610 in Halle, Arzt
- 1555, Andreas Libavius, † 15. Juli 1616 in Coburg, Universalgelehrter und Alchemist
- 1558, 1. Mai, Philipp Hahn, † 6. Juli 1616 in Magdeburg, lutherischer Theologe
- 1572, 8. November, Johann Sigismund, † 23. Dezember 1619 in Berlin, Brandenburger Kurfürst und Herzog von Preußen
- 1575, 26. Juli, Anna Katharina von Brandenburg, † 29. März 1612 in Kopenhagen, Königin von Dänemark und Norwegen (1597–1612)
- 1578, 5. April, Tobias Hübner, † 5. Mai 1636 in Dessau, Barockdichter
- 1580, Joachim Caesar, † 1680,  Jurist und Übersetzer
- 1580, 16. Februar, August von Brandenburg, † 3. Mai 1601 in Cölln, Markgraf von Brandenburg
- 1582, 12. April, Laurentius Hoffmann, † 30. Dezember 1630 in Halle, Mediziner und Naturforscher
- 1582, 29. April, Albert Friedrich von Brandenburg, † 13. Dezember 1600 in Cölln, Markgraf von Brandenburg
- 1583, 23. April, Ernst von Brandenburg, † 28. September 1613 in Berlin, Markgraf von Brandenburg
- 1583, 23. April, Joachim von Brandenburg, † 20. Juni 1600 in Dresden, Markgraf von Brandenburg
- 1584, 16. November, Barbara Sophia von Brandenburg, † 13. Februar 1636 in Straßburg, Herzogin von Württemberg
- 1587, 4. November (getauft), Samuel Scheidt, † 24. März 1654 in Halle, Hoforganist, Kantor und Komponist des Barock
- 1592, 13. April, Bruno Stisser, † 31. Juli 1646 in Braunschweig, Rechtswissenschaftler und Jurist
- 1592, 29. Oktober, Valentin Schäfer, † 1. April 1666 in Dresden, Ratsherr und Bürgermeister von Dresden
- 1596, 1. September, Arnold Mengering, † 12. Januar 1647 in Halle, Theologe
- 1597, 24. Dezember, Christian Möller, † 7. September 1684 in Zittau, Bürgermeister von Zittau, Stadtschreiber und Richter
- 1600, 19. März, Tilemann Olearius, † 9. April 1671 in Halle, Theologe und Philologe

## 17. Jahrhundert

### 1601–1650
- 1601, 1. Oktober, Melchior Haugk, † 8. Februar 1668, Unternehmer
- 1601, 17. Oktober, Andreas Rivinus, † 4. April 1656 in Leipzig, Philosoph, Philologe und Mediziner
- 1603, Ludwig Compenius, † 11. Februar 1671 in Erfurt, Orgel- und Cembalobauer
- 1603, 7. Februar (getauft), Friedrich Stellwagen, 2. März 1660 in Lübeck (bestattet), Orgelbauer
- 1604, 1. Januar, Gottfried Olearius, † 20. Februar 1685 in Halle, Theologe und Chronist
- 1608, 16. Januar, Achatius Mylius, † 24. Dezember 1664 in Alfeld (Leine), Theologe
- 1610, 20. Februar, Johann Krull, † 21. November 1688 in Halle, Magdeburger Offizial und Kanzler
- 1611, 17. September, Johannes Olearius, † 14. April 1684 in Weißenfels, Theologe, Kirchenlieddichter
- 1612, 13. Dezember, Christian Wilhelm Johann Engelbrecht, † 17. Juli 1675 in Oesdorf, Jurist, Bürgermeister von Einbeck, Landsyndikus und Landrentmeister
- 1616, 1. Februar, Sophie Elisabeth von Brandenburg, † 16. März 1650 in Altenburg, Prinzessin von Brandenburg
- 1619, 10. Oktober, Elisabeth Sophia von Sachsen-Altenburg, † 20. Dezember 1680 in Gotha, Prinzessin von Sachsen-Altenburg
- 1620, 20. September, Ludwig Erasmus Ludwiger, † 19. August 1678 in Halle, Pfänner und Rittergutsbesitzer
- 1622, 24. September, Georg Händel, † 14. Februar 1697 in Halle, Hofchirurg und Wundarzt (Vater von Georg Friedrich Händel)
- 1624, 5. März, Kaspar Friedrich Nachtenhöfer, † 23. November 1685 in Coburg, Pfarrer, Dichter
- 1624, 30. Mai, Samuel Ritter, † 19. November 1657 in Halle, Rechtswissenschaftler
- 1625, 18. Mai, Elias Siegesmund Reinhard, † 10. September 1669 in Leipzig, Theologe
- 1626, Friedrich Hoffmann der Ältere, † 21. März 1675 in Halle, Mediziner
- 1628, 25. August, Friedrich Hondorff, † 30. April 1694 in Halle, Salzgraf
- 1630, 17. Januar, Karl Seyffahrt, † 16. Juli 1681 in Gröbzig, Theologe und Lyriker
- 1632, 11. Dezember, Wolfgang Melchior Stisser, † 13. April 1709 in Halle, evangelischer Theologe und Lehrer
- 1635, 28. September, Johann Gottfried Olearius, † 21. Mai 1711 in Arnstadt, Theologe, Kirchenlieddichter und Botaniker
- 1638, Christoph Knaut, † 1694 in Halle, Arzt und Botaniker
- 1638, 24. November, Carl Albrecht von Goldstein, † 15. Oktober 1683 in Hamburg, kurfürstlich-sächsischer Geheimer Rat
- 1639, 5. Mai, Johannes Olearius, † 6. August 1713 in Leipzig, Theologe
- 1640, 27. Dezember, Johannes Velten, † 1691 oder 1692 wahrscheinlich in Hamburg, Schauspieler
- 1641, 6. Mai, Johann Gottfried Olearius, † 24. Januar 1675 in Burg, Pädagoge und Theologe
- 1644, 13. August, Christian Wildvogel, † 4. Dezember 1728 in Jena, Rechtswissenschaftler
- 1644, 12. Dezember, Johann August Olearius, † 20. Januar 1711 in Weißenfels, Theologe
- 1645, 13. Januar, Günter Heyler, † 25. Oktober 1707 in Stargard in Pommern, Theologe und Generalsuperintendent in Pommern
- 1645, 11. März, Valentin Veltheim, † 25. April 1700 in Jena, Moralphilosoph und Theologe
- 1646, 22. Juni, Johann Christian Olearius, † 9. Dezember 1699 in Halle, Theologe
- 1646, 30. Juni, Paul Hermann, † 29. Januar 1695 in Leiden, Mediziner und Botaniker
- 1648, 11. Februar, Johannes Riemer, † 9. September 1714 in Hamburg, Schriftsteller und Theologe
- 1648, 2. September, Magdalena Sibylla von Sachsen-Weißenfels, † 7. Januar 1681 in Gotha, Prinzessin von Sachsen-Weißenfels und Sachsen-Querfurt
- 1649, 2. November, Johann Adolf I., † 24. Mai 1697 in Weißenfels, Herzog von Sachsen-Weißenfels
- 1650, 3. Dezember, August von Sachsen-Weißenfels, † 11. August 1674 in Halle, Prinz von Sachsen-Weißenfels und Dompropst von Magdeburg

### 1651–1700
- 1652, 25. Januar, Christian von Sachsen-Weißenfels, † 24. August 1689 vor Mainz, Prinz von Sachsen-Weißenfels und kursächsischer General
- 1654, 23. Juni, Sophia von Sachsen-Weißenfels, † 31. März 1724 in Zerbst, Prinzessin von Sachsen-Weißenfels und Sachsen-Querfurt
- 1656, 1. Juli, Polykarp Leyser III., † 11. Oktober 1725 in Celle, Theologe, Generalsuperintendent, Oberhofprediger und Orientalist
- 1656, 16. August, Christian Knaut, † 11. April 1716, Arzt, Botaniker und Bibliothekar
- 1657, 9. Januar, Johann Friedrich II. von Alvensleben, † 21. September 1728 in Hundisburg, Hannoverscher Minister
- 1657, 4. September, Martin Knorre, † 23. März 1699 in Leipzig, Mathematiker
- 1657, 29. September, Heinrich von Sachsen-Weißenfels, † 16. Februar 1728 in Barby, Herzog von Sachsen-Weißenfels-Barby und kursächsischer General
- 1658, 20. Januar, Friedrich Wilhelm Leyser, † 4. Januar 1720 in Magdeburg, Rechtswissenschaftler und Stadtsyndikus von Magdeburg
- 1659, 14. April, Albrecht von Sachsen-Weißenfels, † 9. Mai 1692 in Leipzig, Prinz von Sachsen-Weißenfels
- 1659, 8. September, Johann Heinrich Mylius der Ältere, † 2. November 1722 in Leipzig, Rechtswissenschaftler und Rittergutsbesitzer
- 1659, 11. November, Johann Gottfried von Berger, † 2. Dezember 1736 in Wittenberg, Mediziner
- 1660, 19. Februar 1660 Friedrich Hoffmann, † 12. November 1742 in Halle, Medizinprofessor („Hoffmanns Tropfen“)
- 1661, 26. Februar, Johann Friedrich Olearius, † 24. Januar 1689 in Langensalza, Theologe
- 1661, 2. April, August Bohse, † 11. August 1742 in Liegnitz, Schriftsteller
- 1661, 5. April, Carl August von Alvensleben, † 23. Juli 1697 in Helmstedt, hannoverscher Hofrat, Domherr zu Magdeburg und Privatgelehrter
- 1661, 11. Juli, Johann Andreas Kraut, † 24. Juni 1723 in Berlin, Geheimer Kriegsrat und Minister in Preußen
- 1664, 2. Juni, Karl Andreas Redel, † 2. September 1730 in Altenburg, Generalsuperintendent
- 1664, 3. Dezember, Sixt Christian Lipenius, † 16. März 1708 in Lübeck, Theologe, Pädagoge und Bibliothekar
- 1665, 22. August, Johann Hieronymus von Wedig, † 18. Juni 1712 in Wittenberg, Pädagoge und Theologe
- 1665, 15. September, Christoph von Katsch, † 12. Juli 1729 in Berlin, preußischer Justizminister
- 1665, 18. Dezember, Johann Dietz, † 7. März 1738 in Halle, Feldscher und Grönlandfahrer
- 1667, 9. September, Johann Christian von Dürfeld, † 29. März 1737 in Magdeburg, Justiz-, Regierungs- und Konsistorialrat
- 1668, 17. September, Johann Christoph Olearius, † 31. März 1747 in Arnstadt, Theologe, Numismatiker, Kirchenlieddichter und Historiker
- 1669, 19. Juli, Christian von Herold, † 10. Februar 1744 in Berlin, preußischer Geheimer Finanz-, Kriegs- und Domänenrat
- 1669, 2. Oktober, Christoph Semler, † 8. März 1740 in Halle, Theologe, Astronom und Pädagoge
- 1672, Johann Wilhelm von Berger, † 27. April 1751 in Wittenberg, Philosoph Rhetoriker und Historiker
- 1673, 3. September, Magdalena Sibylla von Sachsen-Weißenfels, † 28. November 1726 in Eisenach, Prinzessin von Sachsen-Weißenfels und Sachsen-Querfurt
- 1673, 20. November, Friedrich von Sachsen-Weißenfels, † 16. April 1715 in Dahme, Herzog von Sachsen-Weißenfels zu Dahme und kursächsischer Generalleutnant
- 1677, 13. Juli, Johann Georg von Sachsen-Weißenfels, † 16. März 1712 in Weißenfels, Herzog von Sachsen-Weißenfels und Fürst von Sachsen-Querfurt
- 1678, 16. April, Carl Gottlob von Goldstein, † 28. April 1755 in Passendorf, Erb-, Lehns- und Gerichtsherr, königlich-polnischer und kurfürstlich-sächsischer Hofrat
- 1678,  21. September,  Christian Otto Mylius, † 11. Januar 1760 in Berlin, Historiker
- 1681, 14. April, Christian Friedrich Rolle, † 25. August 1751 in Magdeburg, Organist und Komponist
- 1681, 13. Juni, Johann Christian von Hennicke, † 8. Juni 1752 in Wiederau, kursächsischer und polnischer Verwaltungsbeamter
- 1682, 17. Juli, Johann Jacob von Lüdecke, † 29. Juni 1750 in Hohenthurm, fürstlich-braunschweigischer Staatsrat
- 1684, 18. Januar, Martin Knobloch, † 30. September 1759 in Wurzen, Pädagoge und evangelischer Theologe, geboren im Stadtteil Mötzlich
- 1684, 22. Juni, Johann Gottlieb Olearius, † 12. Juli 1734 in Königsberg (Preußen), Rechtswissenschaftler und Historiker
- 1685, 5. März, Georg Friedrich Händel, † 14. April 1759 in London, Komponist
- 1689, 15. Mai, Gebhard Christian Bastineller, † 19. Oktober 1755 in Wittenberg, Rechtswissenschaftler
- 1690, 21. Februar, Daniel Strähler, † 15. Oktober 1750 in Halle, Mathematiker und Philosoph
- 1691, Johann Gottfried Riemschneider, † 1742 in Hamburg, Opernsänger
- 1693, 24. Februar, Johann Jakob Rambach, † 19. April 1735 in Gießen, Professor der Theologie, Dichter
- 1695, Januar, Georg Gottfried Küster, † 28. Februar 1776 in Berlin, Schulmann und Historiker
- 1695, 25. März, Karl Franz Buddeus, † 5. Juli 1753 in Gotha, Jurist und Staatsmann
- 1696, Johann Friedrich Becker, † 16. Mai 1730 in Halle, Mediziner und Hochschullehrer
- 1696, 1. April, Gotthilf August Francke in Glaucha (heute Halle), † 2. September 1769  in Halle, Theologe und Pädagoge
- 1696, 6. Juni, Christian Heinrich Freiesleben, † 23. Juni 1741 in Ansbach, Autor, Jurist und Professor
- 1696, 22. Juni, Karl Gottlieb Knorre, † 14. September 1753 in Halle, Rechtswissenschaftler
- 1697, 30. Juni, Johann Friedrich Olearius, † 24. März 1750 in Magdeburg, Theologe
- 1699, Johann Friedrich Cassebohm, † 7. Februar 1743 in Berlin, Professor der Medizin und Anatomie
- 1699, 20. April, Johann Christoph von Dreyhaupt, † 13. Dezember 1768 in Halle, Jurist und Historiker
- 1699, 12. Oktober, Carl Ludolph von Danckelmann, † 13. Dezember 1764 in Berlin, Hessen-Kasseler und preußischer Staatsbeamter
- um 1700, Friedrich Seltendorff, † 4. Februar 1778 in Leipzig, Baumeister des Barock und Rokoko

## 18. Jahrhundert
- 18. Jahrhundert, Aaron Halle-Wolfssohn, † 20. März 1835 in Fürth, deutsch-jüdischer Autor und Pädagoge

### 1701–1750
- 1701, 23. November, Johann Gotthilf Jänichen, † in Berlin, Geheimsekretär und Komponist
- 1703, 27. Januar, Carl Gottfried Bastineller, † 5. Mai 1769, preußischer Geheimer Oberrechnungsrat und Geheimer Kriegs- und Domänenrat
- 1704, 19. Oktober, Johann Samuel Friedrich von Böhmer, † 20. Mai 1772 in Frankfurt (Oder), Rechtswissenschaftler, Kriminologe und Rektor der Alma Mater Viadrina
- 1705, 3. Juni, Heinrich August Lindner, † 30. Mai 1787 in Dresden, kursächsischer Hofbeamter und Genealoge
- 1707, 17. März, Karl August von Böhmer, † 7. März 1748 in Glogau, Verwaltungsjurist, Oberamtspräsident in Glogau
- 1707, 28. April, Daniel Gottlob Thebesius, † 18. August 1757, Mediziner und Kommunalpolitiker, Physikus von Stettin und Bürgermeister von Treptow an der Rega
- 1707, 7. August, Johann Friedrich Stiebritz, † 12. Dezember 1772 in Halle, Philosoph
- 1708, Heinrich Andreas Contius, † 1792 oder 1795 in Valmiera, Orgelbauer
- 1709, 29. Oktober, Johann Heinrich Daniel Moldenhawer, † 8. April 1790 in Hamburg, Theologe und Bibliothekar
- 1710, Christian Andreas Käsebier, † nach 1757, Räuber und Dieb
- 1711, 22. März, Samuel Gotthold Lange, † 25. Juni 1781 in Beesenlaublingen, Dichter und Pietist
- 1711, 26. August, Philipp Adolph Böhmer, † 30. Oktober 1789 in Berlin, Professor der Anatomie und Leibarzt Friedrich Wilhelms II. von Preußen
- 1713, 13. Januar, Johann Gottfried Arndt, † 1. September 1767 in Riga, deutsch-livländischer Historiker
- 1713, 6. Mai, Georg Ernst Stahl der Jüngere, † 8. November 1772 in Berlin, Mediziner und Hofrat
- 1713, 23. Juni, Johann Friedrich Joachim, † 24. Dezember 1767 in Halle, Jurist, Historiker und Numismatiker
- 1714, 17. Januar, Johann Friedrich Handschuh, † 1764 in Philadelphia, Pastor und Missionar
- 1714, 21. März, Dorothea Ritter, † 23. September 1762 in Berlin, musikalische Jugendfreundin Friedrichs II.
- 1715, 18. Februar, Georg Ludwig Böhmer, † 17. August 1797 in Göttingen, Rechtswissenschaftler für Straf- und Kirchenrecht
- 1715, 15. Juni, Johann Gottlob Krüger, † 6. Oktober 1759 in Braunschweig, Arzt und Naturforscher
- 1715, 30. Juni, Johann Andreas von Gundling, † unbekannt, deutscher Militär
- 1715, 6. Dezember, Leopold Nicolaus von Ende, † 14. April 1792 in Altjeßnitz, sächsischer Politiker und Minister
- 1717, 27. Februar, Johann David Michaelis, † 22. August 1791 in Göttingen, Theologe und Orientalist
- 1719, 12. Oktober, Gottlieb Anastasius Freylinghausen, † 18. Februar 1785 in Halle, Theologe und Direktor der Franckeschen Stiftungen
- 1720, 6. Oktober, August Schaarschmidt, † 24. April 1791 in Bützow, Mediziner
- 1722, 16. August, Heinrich Christian Alberti, † 12. September 1782 in Adorf, Mediziner und Botaniker
- 1724, 31. Januar, Johann Christoph Pfennig, † 9. August 1804 in Stettin, Theologe und Autor
- 1725, 8. September, August Lebrecht Stettin, † 5. September 1779 in Ulm, Buchhändler und Verleger
- 1725, 27. November, Johanna Charlotte Unzer, † 29. Januar 1782 in Altona, Dichterin und Philosophin
- 1727, Johann Friedrich Seyfart, † 30. Juni 1786 in Halle, Regimentsauditeur und Schriftsteller
- 1727, 31. Januar, Friedrich Simon Morgenstern, † 21. August 1782 in Magdeburg, Mediziner
- 1727, 14. Februar, Friedrich Wilhelm Richter, † 27. Juli 1791 in Braunschweig, evangelischer Geistlicher und Pädagoge
- 1727, 29. April, Johann August Unzer, † 2. April 1799 in Altona, Arzt und Psychologe
- 1727, 15. Juni, Charlotte Elisabeth Nebel, † 8. September 1761 in Worms, Kirchenlieddichterin und Erbauungsschriftstellerin
- 1727, 3. Juli, Peter Immanuel Hartmann, † 1. Dezember 1791 in Frankfurt/Oder, Arzt und Professor für Medizin
- 1728, 26. Juli, Christian Friedrich von Völkner, † 3. Oktober 1796 in St. Petersburg, preußisch-russischer Übersetzer und Historiker
- 1729, Carl Friedrich Wilhelm Zincken, † 2. August 1806 in Seesen, Jurist
- 1730, 30. August, Johann Philipp von Carrach, † nach 1781, Rechtswissenschaftler
- 1731, 10. August, Johann Wilhelm Kellner von Zinnendorf, † 8. Juni 1782, Arzt, Generalfeldstabsmedikus und Erbauer des Berliner Kriegsinvalidenhauses
- 1734, Friedrich August Cartheuser, † 12. Dezember 1796 in Schierstein, Chemiker und Pharmazeut
- 1734, 2. Mai, Johann August Nösselt, † 11. März 1807 in Halle, evangelischer Theologe
- 1734, 17. Dezember, Johann Ludwig Schulze, † 1. Mai 1799 in Halle, Philologe und Theologe
- 1734, 31. Dezember, Johann Gottlieb Schaller, † 9. April 1814 in Halle, Naturforscher
- 1735, 18. August, Carl August von Struensee, ab 1789 Struensee von Carlsbach, † 17. Oktober 1804 in Berlin, preußischer Finanzminister
- 1735, 14. Dezember, Johann Christian Foerster, † 19. März 1798 in Halle, Philosoph, Historiker und Staatswissenschaftler
- 1736, 18. November, Friedrich Gottlieb von Laurens, † 15. August 1803 in Ansbach, preußischer Generalmajor
- 1737, 5. August, Johann Friedrich (später: Graf von) Struensee, † 28. April 1772 in Kopenhagen (hingerichtet), Leibarzt, Reformer, Aufklärer, später geheimer Kabinettsminister unter Christian VII. von Dänemark
- 1737, 22. August, Carl Ludwig Richter, † 9. Mai 1802 in Kassel, 1779 bis 1802 Rektor am Lyceum Fridericianum in Kassel
- 1737, 20. November, Johann Friedrich Lorenz, † 16. Juni 1807 in Magdeburg, Mathematiker und Pädagoge
- 1738, 3. Januar, Johann Friedrich Bause,  † 5. Januar 1814 in Weimar, Kupferstecher
- 1738, 12. August, Christoph Georg Ludwig Meister, † 26. Januar 1811 in Bremen, reformierter Theologe, Geistlicher und Kirchenlieddichter
- 1738, 10. September, Johann Christlieb Kemme, † 10. Oktober 1815 in Halle, Mediziner, Professor der Medizin an der Universität Halle und Bibliothekar an der Marienbibliothek
- 1739, 18. Mai, Georg Friedrich von Böhmer, † 18. April 1797 in Berlin, preußischer Diplomat und Legationsrat
- 1742, 7. Mai, Johann Christian Hendel, † 7. Oktober 1823 in Halle, Buchdrucker und Verleger in Halle
- 1743, 23. Juli, Johann Christian Bach, † 1814 in Halle, Pianist und Lehrer am Pädagogium in Halle
- 1744, 20. August, Christian Friedrich Richter, † 16. Mai 1826 in Berlin, Geheimer Obermedizinalrat
- 1745, 25. Mai, Johann Jakob Gebauer, † 8. November 1818 in Halle, Verleger
- 1745, 1. November David Gottlieb Niemeyer, † 6. Februar 1788 in Glaucha, evangelischer Theologe
- 1746, 23. Oktober Gottlob August Liebe, † 31. Mai 1819 in Halle, Graphiker und Kupferstecher
- 1746, 12. Dezember, Gotthilf Christoph Struensee, † 3. April 1829 in Neu-Schönwalde in Westpreußen, Bankdirektor und Gutsbesitzer
- 1747, 19. Oktober, Johann Wilhelm Wendt, † 21. Januar 1815 in Erbach, Baumeister und Maler

### 1751–1800
- 1751, 22. Oktober, Karl Friedrich Zepernick, † 5. Juli 1839 in Stichelsdorf, Rechtsgelehrter und Richter
- 1752, 20. April, Christian Friedrich Prange, † 12. Oktober 1836 in Halle, Akademiker der bildenden Künste
- 1754, 13. März, Johann Gottfried Gurlitt, † 14. Juni 1827 in Hamburg, Philologe, Pädagoge und Lehrer
- 1754, 1. Mai Adam Sigmund Philipp Semler,  † 5. August 1809 in Magdeburg, Jurist
- 1754, 13. Mai, Jacob Haafner, † 4. September 1809 in Amsterdam, deutsch-niederländischer Ostindienfahrer und Reiseschriftsteller
- 1754, 1. September, August Hermann Niemeyer, † 7. Juli 1828 in Magdeburg, Theologe, Pädagoge und Kirchenlieddichter
- 1754, 19. September, Johann Christoph Bathe, † 17. März 1818 in Halle, Rechtswissenschaftler
- 1755, Adolf Julius Lauer von Münchhofen, † 7. Februar 1831 in Plaue, preußischer Beamter und Schlossherr
- 1755, 13. Juni, Georg Samuel Albert Mellin, † 14. Februar 1825 in Magdeburg, Philosoph und evangelischer Pfarrer
- 1755, 1. Juli, Christian Friedrich von Glück, † 20. Januar 1831 in Erlangen, Jurist
- 1755, 8. September, Heinrich Balthasar Wagnitz, † 28. Februar 1838, Theologe und Professor
- 1756, Aaron Halle-Wolfssohn, † 20. März 1835 in Fürth, deutsch-jüdischer Autor, Pädagoge und Vertreter der jüdischen Aufklärung
- 1761, 11. März, Friedrich Vieweg, † 25. Dezember 1835 in Braunschweig, Verleger und Gründer des Vieweg Verlags
- 1761, 30. Juni, Johann Christian Wilhelm Juncker, † 27. Dezember 1800, Mediziner und Hochschullehrer
- 1762, 6. April, Johann David Büchling, † 27. August 1811 in Halle, Altphilologe
- 1764, 29. Januar, Johann Philipp Krug, † 16. Juni 1844, Historiker und Numismatiker, der in Russland wirkte
- 1767, 1. März, Wilhelm Lange, † 7. Dezember 1831 in Halle, klassischer Philologe und Lehrer
- 1768, 10. März, Karl Friedrich Gerhard Gruner, † 9. Januar 1837 in Leipzig, Kaufmann und Politiker
- 1769, 21. November, Karl August Gründler, † 19. Dezember 1843 in Erlangen, Rechtswissenschaftler und Hochschullehrer
- 1770, Anton Wilhelm Christian Fink, † 15. Juni 1794 in Rothenburg, Schriftsteller
- 1770, 18. Juni, Martin Joseph Haller, † 15. Dezember 1852 in Hamburg, Kaufmann und Bankier
- 1770, 7. Juli, Leopold Krug, † 16. April 1843 in Mühlenbeck, Nationalökonom und Statistiker
- 1771, Carl Frosch; † im 19. Jahrhundert, deutscher Kupferstecher
- 1771, 7. Juli in Glaucha, Johann Philipp Krebs, † 28. September 1850 in Weilburg, klassischer Philologe und Gymnasiallehrer
- 1774, 13. August, Joseph Friedrich Karl von Klüx, † 11. Juli 1816 in Teplitz, preußischer Generalmajor
- 1775, 23. April, Johann August Nebe, † 11. September 1854 in Karlsbad, Generalsuperintendent
- 1775, 12. Juni, Karl von Müffling genannt Weiß, † 16. Januar 1851 in Erfurt, preußischer Generalfeldmarschall und Militärschriftsteller
- 1776, 16. Juli, Ernst von Klüx, † 9. Juli 1858 in Neusalz an der Oder, preußischer Generalleutnant
- 1778, 8. September Wilhelm von Müffling, † 15. Juli 1858 in Koblenz, preußischer Generalleutnant
- 1778, 14. November, Ludwig Stock, † 26. Mai 1861 in Wernigerode, Archivar und Historiker
- 1779, 26. März, Friedrich August von Herzberg, † 5. Juli 1838 in Braunschweig, Generalleutnant und Stadtkommandant von Braunschweig
- 1779, 31. Mai, Friedrich Karl Julius Schütz, † 4. September 1844 in Leipzig, Historiker
- 1780, 29. Juli, Ludwig Timon Moritz von Werder, † 24. März 1852 in Halle, preußischer Generalmajor
- 1781, 4. Februar, Wilhelm von Windheim, † 8. Juni 1847 in Breslau, preußischer Generalmajor
- 1781, 18. Mai, Friedrich August Nösselt, † 11. April 1850 in Breslau, Schriftsteller und Pädagoge
- 1781, 17. Oktober, Johann Friedrich Meckel der Jüngere, † 31. Oktober 1833 in Halle, Anatom, Mitbegründer der Teratologie
- 1783, Johann Friedrich Esperstedt, † 24. Februar 1861 in Berlin, preußischer Hoftheaterbeamter und Hofrat
- 1783, 20. Februar, Karl von Wedel, † 28. Oktober 1858 auf Ludwigsdorf im Landkreis Oels, preußischer Generalleutnant
- 1784, 20. Januar, Christian Keferstein, † 26. August 1866 in Halle, Mineraloge, Ethnograph und Geologe
- 1785, 26. Januar, Ernst Siegfried Mittler, † 12. April 1870 in Berlin, Verleger
- 1785, 17. März, Carl Adolf Senff, † 21. März 1863 in Ostrau, Maler
- 1787, 31. Mai, Johann Friedrich Wilhelm Dietlein, † 30. August 1837 in Berlin, Bauingenieur
- 1787, 17. November, Johann Friedrich Naue, † 19. Mai 1858 in Halle, Komponist, Organist und Chorleiter
- 1788, 12. Mai, Karl August Wilhelm Bertram, † 11. August 1868 in Halle, Kommunalpolitiker und von 1842 bis 1855 Oberbürgermeister der Stadt Halle
- 1788, 20. Juni, Wilhelm Hermann Niemeyer, † 22. März 1840 in Halle, Mediziner und Hochschullehrer
- 1788, 15. November, William de Gillern, † 2. November 1857 in Hobart, Tasmanien, preußischer und später britischer Offizier sowie Beamter in Tasmanien
- 1790, August Albrecht Meckel, Edler von Hemsbach,  † 19. März 1829 in Bern, Anatom und Gerichtsmediziner
- 1790, 8. Januar, Franz Anton Niemeyer,  † 11. August 1867 in Greifswald, Jurist und Hochschullehrer
- 1790, 6. Mai, Wilhelm von Huene, † 6. März 1857 in Koblenz, preußischer General und Festungsingenieur
- 1790, 30. Mai, Ludwig Wucherer, † 15. Dezember 1861 in Halle, Unternehmer
- 1791, 1. Juni, Johann Friedrich Miethe, † 24. Oktober 1832 in Potsdam, Lebküchler
- 1792, 14. Januar, Wilhelm Sprengel, † 18. November 1828 in Greifswald, Chirurg
- 1792, 2. Juli, Carl Friedrich Wilhelm Meißner; † 30. April 1853 Halle, Apotheker und Alkaloidforscher
- 1792, 5. Dezember, Johann Friedrich Jacob, † 1. März 1854 in Lübeck, Pädagoge und Altphilologe
- 1793, 10. Oktober, Georg Adolf Keferstein, † 28. November 1884 in Erfurt, Jurist und Entomologe
- 1795, Carl Eduard Kraft, † 1880, österreichischer Konstrukteur und Unternehmer
- 1795, 15. Mai, Adolf Bernhard Marx, † 17. Mai 1866 in Berlin, Komponist und Musikwissenschaftler
- 1795, 1. Oktober, Karl Schultze, † 28. Mai 1877 in Jena, Anatom und Hochschullehrer
- 1796, 14. Januar, Friedrich Hesse, † 25. Januar 1868 in Bitburg, Verwaltungsbeamter und Landrat
- 1796, 8. März, Friedrich Stavenhagen, † 30. März 1869 in Berlin, preußischer General und Politiker
- 1796, 7. Mai, Karl Georg Jacob, † 3. Juli 1849 in Halle, Lehrer und Historiker
- 1796, 21. November, Friedrich Schlüter, † 23. Juli 1873 in Halle, Entomologe, Fossiliensammler und Malakologe
- 1797, 26. Januar, Therese von Jacob, † 13. April 1870 in Hamburg, Schriftstellerin, Volksliedforscherin und Slawistin
- 1797, 7. Februar, Johann August Grunert, † 7. Juni 1872 in Greifswald, Professor für Mathematik
- 1797, 22. Mai, Konstantin von Griesheim, † 30. Oktober 1881 in Düsseldorf, preußischer Generalmajor
- 1798, 5. April, Karl August Jacob, † März 1866 in Halle, Unternehmer
- 1798, 17. August Carl Ferdinand Schwetschke, † 14. Februar 1843 in Halle, Verleger und Buchhändler
- 1799, 11. Juni, Ludwig Pernice, † 16. Juli 1861 in Halle, Rechtswissenschaftler
- 1799, 24. Juli, Eduard Dohlhoff, † 27. Mai 1852 in Magdeburg, Arzt und Medizinalrat
- 1800, 20. Januar, Timon Walther, † 1. Oktober 1881 in Bernburg, evangelischer Pfarrer und Politiker
- 1800, 28. November, Ferdinand Wilcke, † 7. Dezember 1861 in Halle, Schriftsteller und Prediger

## 19. Jahrhundert

### 1801–1820
- 1801, 13. Juli, Albrecht von der Schulenburg, † 5. Mai 1869 in Lieberose, Standesherr und Mitglied des Preußischen Herrenhauses
- 1802, 5. Januar, Hermann Agathon Niemeyer, † 6. Dezember 1851 in Halle, protestantischer Theologe
- 1802, 23. April, Ludwig Lehmann, † 11. Juni 1877 in Halle, Unternehmer und Bankier
- 1803, 20. Mai, Gustav Nauenburg, † 6. August 1875 in Neugersdorf, Theologe, Sänger, Schriftsteller, Musikpädagoge, Musikkritiker und Enzyklopädist
- 1803, 11. September, Anton Sprengel, † 1850 in Schleswig, Botaniker und Paläontologe
- 1803, 27. Dezember, Adolph Richter, † 20. November 1864 in Potsdam, Beamter und Politiker
- 1804, 5. April, Carl Gustav Schwetschke, † 4. Oktober 1881 in Halle, Verleger und Buchhändler
- 1805, 14. Dezember, Wilhelm Nagel, † 26. Oktober 1864 in Bremen, Theologe und Aufklärer
- 1806, 25. Juli, Carl Ferdinand von Ehrenberg, † 9. April 1841 in Zürich, deutsch-schweizerischer Architekt, Publizist und Hochschullehrer
- 1806, 25. August, Carl Geibel, † 6. Oktober 1884 in Illenau, Buchhändler und Verleger
- 1807, 5. März, Louis von Gersdorff, † 15. Mai 1880 in Dessau, Generalleutnant
- 1808, 17. Juli, Ernst Mahner, eigentlich Carl Friedrich Wilhelm Schlemmer, † 1876 in Konstanz, Wanderprediger und Pionier der Naturheilkunde
- 1809, 31. Januar, Julius Theodor Grunert, † 30. August 1889 in Trier, Förster, Direktor der Forstakademie in Eberswalde
- 1809, 28. September, Friedrich Whistling, † 3. November 1861 in Leipzig, Musikverleger
- 1809, 22. Dezember, Hermann Ludwig Dryander, † 15. Februar 1880 in Halle, evangelisch-lutherischer Theologe und Superintendent
- 1810, Ludwig Granzin, Organist und Komponist
- 1810, 31. Januar, Guido von Madai, † 24. November 1892 in Bad Homburg vor der Höhe, preußischer Beamter
- 1810, 6. Mai, Friedrich August Eckstein,  † 15. November 1885 in Leipzig, Pädagoge und Philologe
- 1811, 30. August, Carl Julius Dryander, † 17. Februar 1897 in Halle, Jurist und Mitglied des Provinziallandtages der Provinz Sachsen
- 1812, 6. April, Albert Klotz, † 21. April 1894 in Halle, Lehrer für Gehörlose
- 1812, 16. November, Friedrich August Arnold, † 18. August 1869 in Halle, Orientalist und Hochschullehrer
- 1813, 14. März, Hermann Lungkwitz, † 10. Februar 1891 in Austin (Texas), amerikanischer Landschaftsmaler
- 1813, 19. November, Karl Weise, † 31. März 1888 in Freienwalde, Volksdichter und Drechslermeister
- 1815, Friedrich Braune, † 23. November 1889 in Kiel, Sattler, Bilderrahmenproduzent, Porzellanmaler und Fotograf
- 1815, 28. Juni, Robert Franz, eigentlich Robert Knauth; † 24. Oktober 1892 in Halle, Komponist
- 1816, 7. März, Karl Ludolf Menzzer, † 11. Januar 1893 in Rostock, Philologe und Naturphilosoph
- 1817, 21. Juli, Karl von Kaltenborn-Stachau, † 19. April 1866 in Kassel, Staatsrechtslehrer
- 1817, 25. August, Friedrich Wilhelm Stade, † 24. März 1902 in Altenburg, Organist, Dirigent und Komponist
- 1817, 29. August, August Ferdinand Wäldner; † 30. Juli 1905 in Halle (Saale), Orgelbauer in Halle (Saale), sein Vater Friedrich Wilhelm Wäldner hatte die Orgelwerkstatt gegründet, die er als ältester Sohn bis etwa 1897 weiterführte – Höhepunkt des Schaffens von Vater und Sohn: Groß-Orgel im Halleschen Dom
- 1819, 8. Juni, Ernst Heinrich Gustav Wegscheider, † 5. April 1893 in Berlin, Mediziner
- 1819, 12. August, George Hesekiel, † 26. Februar 1874 in Berlin, Journalist und Schriftsteller
- 1819, 24. September, Albrecht Bernhard Frantz, † 10. Februar 1888 in Bad Wildungen, Politiker und Verwaltungsjurist
- 1820, 14. September, Otto Hendel, † 13. Dezember 1898 in Halle, Buchdrucker und Verleger

### 1821–1840
- 1821, Richard Leidholdt, † 2. August 1878 in Teplitz, Unternehmer und Politiker
- 1821, 8. Juni, Heinrich Meckel von Hemsbach, † 30. Januar 1856 in Berlin, Mediziner
- 1822, 5. November, Franz Gesenius, † 2. März 1903 in Berlin, Verwaltungsjurist, Richter und Kommunalbeamter
- 1823, 18. November, Bruno Thiem, † 20. Februar 1913 in Magdeburg, Kommunalpolitiker und Bürgermeister
- 1823, 22. Dezember, Carl Rabitz, † 10. April 1891 in Berlin, Erfinder und Bautechniker
- 1825, 3. August, Friedrich Wilhelm Gesenius, † 11. März 1888 in San Remo, Anglist, Gymnasiallehrer, Lehrbuchautor
- 1826, 19. Juni, Gustav Hertzberg, † 16. November 1907 in Halle, Historiker, Autor und Hochschullehrer
- 1826, 7. September, Hermann Böhlau, † 1. April 1900 in Weimar, Verlagsbuchhändler und Hofdrucker
- 1827, 22. September, Paul Viktor Niemeyer, † 9. September 1901 in Weimar, Gartenarchitekt
- 1828, Wilhelm Schlüter, † 25. April 1919 in Halle, Naturalienhändler und Ornithologe
- 1828, 5. September, Hermann von Berger, † 6. Oktober 1912 in Wiesbaden, preußischer Generalleutnant
- 1828, 16. September, Marie Hinrichs, † 3. Mai 1891 in Halle, Sängerin und Komponistin
- 1828, 28. September, Eduard Rohde, † 25. März 1883 in Berlin, Komponist und Organist
- 1829, 9. November, Hugo Pernice, † 31. Dezember 1901 in Greifswald, Arzt, Professor für Gynäkologie
- 1830, 14. August, Georg Richard Bluhme, † 3. Dezember 1875 in Bonn, Bergwerksdirektor und Mitglied des Reichstages
- 1830, 3. Oktober, Julius Wilhelm Günther, † 19. Januar 1902 in Arnstadt, Maler der Düsseldorfer Schule
- 1830, 28. Oktober, Karl Ernst Theodor Schweigger, † 24. August 1905 in Berlin, Augenarzt
- 1831, 31. Juli, Georg Thilo, † 4. April 1893 in Heidelberg, Altphilologe
- 1832, 15. Januar, Ludwig Götze, † 13. März 1878 in Wiesbaden, Lehrer, Historiker und Archivar
- 1832, 14. April, Herbert Pernice, † 21. April 1875 in Hořovice, Jurist und Rechtswissenschaftler
- 1832, 26. Juli, Adolph Thiem, † 30. September 1923 in Stresa, Börsenmakler und Kunstsammler
- 1832, 13. September, Albert Dehne, † 9. Februar 1906 in Halle, Maschinenbauer und Unternehmer
- 1833, 4. Januar, Hugo Böhlau, † 24. Februar 1887 in Werneck, Rechtswissenschaftler
- 1833, 1. Mai, Theodor Krause, † 12. Dezember 1910 in Berlin, Komponist, Sänger, Chorleiter und Gesangspädagoge
- 1834, 5. Januar, Hermann Else, † 16. Dezember 1901 in Loschwitz bei Dresden, Lehrer und Autor
- 1834, 6. August, Hermann Mendel, † 26. Oktober 1876, Musikschriftsteller
- 1834, 6. August, Walter Franke, † 27. April 1903 in Halle, Mediziner
- 1834, 20. Oktober, Dietrich von Schlechtendal, † 5. Juli 1916 in Halle, Botaniker, Entomologe und Paläontologe
- 1834, 28. November, Étienne Laspeyres, † 4. August 1913 in Gießen, Nationalökonom und Statistiker
- 1834, 31. Dezember, Eduard Meier, † 8. Januar 1899 in Friedenshütte, Ingenieur
- 1835, 24. Juni, Carl Faulmann, † 28. Juni 1894 in Wien, Schriftsetzer, Privatgelehrter und Stenografie-Theoretiker
- 1836, 9. Juni, Leopold Witte, † 2. Dezember 1921, evangelischer Theologe
- 1836, 3. Juli, Hugo Laspeyres, † 22. Juli 1913 in Bonn, Mineraloge
- 1836, 19. Dezember, Gustav Friedrich Herrmann, † 13. Juni 1907 in Aachen, Maschinenbauingenieur und Rektor der RWTH Aachen
- 1837, 17. April, Friedrich Wilhelm Heckert, † 22. Februar 1887 in München, Glasfabrikant
- 1838, 22. März, Georg Schmidt,  † 6. November 1920 in Halle, Theologe und Genealoge
- 1838, 5. September, Rudolf Hohl,  † 23. Juni 1872 in Bad Wittekind, Mediziner
- 1838, 30. September, Otto Edmund Günther, † 20. April 1884 in Weimar, deutscher Genremaler und Illustrator
- 1839, 14. Februar, Hermann Hankel, † 29. August 1873 in Schramberg, Mathematiker
- 1839, 12. August, Paul Bunge, † 5. Februar 1888 in Hamburg, Feinmechaniker und Instrumentenbauer
- 1839, 18. Dezember, Julius Bernstein, † 6. Februar 1917 in Halle, Physiologe
- 1840, 22. April, Paul Laspeyres, † 14. Mai 1881 in Rom, Architekt und Architekturhistoriker
- 1840, 22. Juli, Robert Richard Göschen, † 13. April 1913, Landgerichtspräsident und Mitglied des Preußischen Abgeordnetenhauses

### 1841–1860
- 1841, 12. Februar, Joseph Förstemann, † 19. Dezember 1900 in Leipzig, Bibliothekar und Archivar
- 1841, 2. Juni, Max Niemeyer, † 17. Juni 1911 in Halle, Verleger
- 1841, 18. August, Alfred Pernice, † 23. September 1901 in Berlin, Professor für römisches Recht
- 1841, 24. August, Max Roepell, † 2. März 1903 in Posen, Jurist und Präsident der Königlich-Preußischen Eisenbahndirektionen
- 1841, 31. August, Max Allihn, † 14./15. November 1910 in Halle; (Pseudonym: Fritz Anders), Schriftsteller und evangelischer Pfarrer
- 1841, 15. Oktober, Julius Cabisius, † 3. April 1898 in Stuttgart, Violoncellist und Musikpädagoge
- 1842, 22. Februar, Leonhard Sohncke,  † 1. November 1897 in München, Mathematiker und Professor für Physik
- 1843, 18. April, Ernst Dryander, † 4. September 1922 in Berlin, Theologe und Politiker
- 1843, 20. Oktober, Ewald Hecker, † 11. Januar 1909 in Wiesbaden, Psychiater
- 1844, 7. Juli, Richard Walter, † 18. Oktober 1909, Mühlenbesitzer und Mitglied des Deutschen Reichstags
- 1844, 31. August, Ernst Flügel, † 20. Oktober 1912 in Breslau, Komponist der Romantik
- 1844, 22. Oktober, Hermann Richard Pott, † 25. September 1903 in Wernigerode, Mediziner
- 1844, 5. Dezember, Heinrich Fritsch, † 12. Mai 1915 in Hamburg, Gynäkologe
- 1845, Franz Weinack, † 7. Oktober 1915 in Goslar, Historien- und Porträtmaler der Düsseldorfer Schule
- 1845, 5. April, Edmund Max Stengel, † 3. November 1935 in Marburg, Romanist
- 1845, 13. Juli, Ernst Schmidt, † 5. Juli 1921 in Marburg, Chemiker und Hochschullehrer
- 1845, 15. Oktober, Johannes Roediger, † 29. Dezember 1930, Bibliothekar
- 1846, 30. Juni, Eugen Netto, † 13. Mai 1919 in Gießen, Mathematiker
- 1846, 19. Oktober, Carl Securius, † 26. September 1890 in Hannover, Luftschiffer
- 1846, 22. Oktober, Felix Marchand, † 4. Februar 1928 in Leipzig, Mediziner
- 1847, 2. Januar, Paul Gustav Wislicenus, † 12. Februar 1917 in Bad Nauheim, Historiker und Schriftsteller
- 1849, 10. Januar, Maximilian von Voß, † 17. Dezember 1911 in Jena, Gutsherr, Verwaltungsjurist, Landrat und Mitglied im Preußischen Abgeordnetenhaus
- 1849, 15. November, Max Pauly, † 26. April 1917 in Jena, Lebensmittelchemiker und Optiker
- 1850, 9. April, Anna Behrens, † nach 1913, Schriftstellerin
- 1851, 18. Januar, Konrad Zacher, † 4. November 1907 in Breslau, klassischer Philologe
- 1851, 4. April, Werner von Kalitsch, † 9. Februar 1923 in Magdeburg, Landschafts- und Tier- und Jagdmaler
- 1852, 10. Januar, Louis Cohn, † 23. Oktober 1927 in München, Politiker, Verleger, Publizist und Sozialdemokrat
- 1852, 8. Februar, Arthur Pabst, † 12. Februar 1896 in Heilanstalt Grafenberg bei Düsseldorf, Kunsthistoriker und Museumsdirektor
- 1852, 23. Mai, Raimund Oehler, † 11. August 1935 in Michelsberg bei Bamberg, Althistoriker und Lehrer
- 1852, 19. September, Theodor Arnold, † 31. Mai oder 1. Juni 1931 in Zeitz, Bürgermeister von Zeitz
- 1852, 24. Dezember, Hans Förster, † 10. Januar 1892 in Braunschweig, Theaterschauspieler und Regisseur
- 1852, 30. Dezember, Johannes Merkel, † 23. Dezember 1909 in Göttingen, Jurist
- 1853, 12. Mai, Lina Gollasch, † 27. Dezember 1894, Kindergärtnerin, Lehrerin und Fröbelpädagogin
- 1853, 20. Mai, Ivo Bruns, † 16. Mai 1901 in Kiel, klassischer Philologe
- 1853, 14. Dezember, Alwin Parnicke, † 3. Mai 1928 in Frankfurt am Main, Ingenieur
- 1854, Franz Emil Hellwig, † 1929 in Halle, Kaufmann
- 1854, 8. Januar, Carl Schmidt, † 7. Juni 1909 in Halle, Unternehmer und Mitglied des Reichstags
- 1854, 12. März, Ernst Heinrich Georg Ule, † 15. Juli 1915 in Berlin, Botaniker
- 1854, 3. Juni, Georg von Krosigk, † 8. August 1912 in Eisenach, Generalleutnant
- 1855, 5. Januar, Leo Melitz, † 11. April 1927 in Basel, deutsch-schweizerischer Theaterdirektor und Theaterschauspieler
- 1855, 13. Januar, Paul Martinius, † 1. Dezember 1923 in Frankfurt/Oder, Landrat
- 1855, 27. August, Johannes Knoblauch, † 22. Juli 1915 in Berlin, Mathematiker
- 1855, 30. September, Alfred Beeck, † 1. November 1935 in Halle (Saale), Geflügelzüchter
- 1856, 19. Januar, Clemens von Delbrück, † 17. Dezember 1921 in Jena, Politiker, Vizekanzler im Deutschen Kaiserreich
- 1856, 8. Juli, Otto Fabian, † 20. Januar 1938 in Halle (Saale), Bergrat und Industriemanager
- 1856, 1. Oktober, Emil Pommer, † 26. Juni 1933 in Braunschweig, Landesökonomierat und Agrarwissenschaftler
- 1856, 4. Dezember, Georg Krukenberg, † 4. Dezember 1899 in Bonn, Gynäkologe
- 1857, 18. Juni, Oscar Eisengarten, † 4. Mai 1906 in London, Schriftsetzer
- 1857, 31. Oktober, Friedrich Fahro, † August 1930 in Halle, Architekt und Kirchenbaumeister
- 1858, 7. März, Hermann Ehrenberg, † 23. April 1920 in Münster, Historiker und Kunsthistoriker
- 1858, 15. Dezember, Karl Tettenborn,  † 1938 in Templin, Verwaltungsjurist und Oberbürgermeister
- 1859, 10. Februar, Georg Ferdinand Dümmler, † 15. November 1896 in Basel, klassischer Philologe und Archäologe
- 1859, 6. März, Alexander von Rahden † 5. November 1920, kurländischer Landbotenmarschall und Landesbevollmächtigter
- 1859, 30. März, Adolf Neidholdt, † unbekannt, Oberbürgermeister von Zerbst
- 1859, 14. April, Felix Niedner, † 19. August 1934 in Eberswalde, Gymnasiallehrer und Skandinavist
- 1859, 6. Juni, Franz Büttner Pfänner zu Thal, † 20. August 1919 in Coburg, Kunsthistoriker und Restaurator
- 1859, 14. Dezember, Paul Herrmann,  † 30. August 1935 in Dresden, Archäologe
- 1860, 30. Januar, Georg Plath, † 18. Januar 1948 in Erfurt, Theologe und Heimatforscher
- 1860, 19. März, Otto Schröder, † 24. Januar 1946 in Halle, Musiker, Kantor und Komponist
- 1860, 13. April, Paul Wiesert, † 31. März 1948 in Heidelberg, Architekt
- 1860, 19. Mai, Hans von Volkmann, † 29. April 1927 in Halle, Illustrator und Landschaftsmaler
- 1860, 25. November, Hermann Grothe, † 1. Dezember 1940 in Erlangen, Begründer der Beamten-Wohnungsvereine

### 1861–1880
- 1861, 14. Januar, Otto Leisegang, † 7. Februar 1945 in Wiesbaden, evangelischer Theologe
- 1861, 6. April, Louis Angermann,  † 23. März 1892 in Halle, Architekt
- 1861, 9. Mai, Wilhelm Ule, † 13. Februar 1940 in Rostock, Geograph
- 1861, 30. September, Johannes Boehlau, † 24. September 1941 in Göttingen, klassischer Archäologe
- 1861, 9. Dezember, Max Apelt, † 19. September 1908 in Deutsch-Wilmersdorf, deutscher Jurist und Politiker
- 1862, 2. Januar, Albert Neubert, † 18. März 1947 in Halle, Buch- und Kunsthändler
- 1862, 23. Januar, Anton Delbrück, † 21. Februar 1944 in Freiburg im Breisgau, Psychiater und Klinikdirektor
- 1862, 1. Juli, Oskar Knoblauch, † 23. Dezember 1946 in München, Physiker
- 1863, 14. Januar, Paul Horn, † 11. November 1908 in Straßburg, Iranist und Orientalist
- 1863, 9. Februar, Paul Colberg, † 16. November 1926 in Berlin-Schöneberg, Pianist und Komponist
- 1863, 10. September, Rodolfo Lenz, † 7. September 1938 in Santiago de Chile, Romanist und Sprachwissenschaftler
- 1864, 11. April, Edmund Huyke * 11. April 1864 in Bruckdorf (heute Halle), Reichsgerichtsrat.
- 1864, 24. Dezember, Friedrich Conze, † 19. Januar 1949 in Weißenbrunn, Verwaltungsjurist und Landrat
- 1865, 14. Februar, August Fischer, † 14. Februar 1949 in Leipzig, Orientalist
- 1865, 20. Februar, Eugen Kirchner, † 8. März 1938 in München, Maler und Grafiker
- 1865, 30. November, Paul Spatz, im Stadtteil Diemitz geboren, † 4. Mai 1942 in Berlin, Zoologe und Forschungsreisender
- 1866, 9. Februar, Claire Heliot, † 9. Juni 1953 in Stuttgart, Tierbändigerin und Dompteurin
- 1866, 2. April, Harry Alsen, eigentlich Heinrich Zuckmantel, † 20. April 1919 in Stuttgart, Theaterschauspieler und Dramaturg
- 1866, 22. Juni, Paul Knüpfer, † 5. November 1920 in Berlin, Opern- und Konzertsänger
- 1867, 10. Januar, Gerhard Anschütz, † 14. April 1948 in Heidelberg, Staatsrechtslehrer, Kommentator der Weimarer Verfassung
- 1867, 18. Februar, Paul Weigel, † 25. Mai 1951 in Los Angeles, deutschamerikanischer Schauspieler
- 1868, 15. Januar, Rudolf Schaper, † nach 1931, Theaterintendant
- 1868, 28. Januar, Ernst von Bila, † 15. August 1918, preußischer Offizier und Regimentskommandeur
- 1868, 7. März, Richard Boelke, † 27. November 1943 in Bremen, Politiker (USPD/KPD)
- 1868, 12. Februar, Otto Kramer, † 20. Juni 1956 in Kassel, Jurist und Abgeordneter des Kurhessischen Kommunallandtages
- 1868, 3. Mai, Max König, † 31. Januar 1941 in Koblenz, sozialdemokratischer Politiker und Reichstagsabgeordneter
- 1869, 31. Januar, Paul Nisse, † 6. Juni 1949 in Mörsdorf (Thüringen), Bildhauer und Künstler
- 1870, 11. März, Rudolf Schenck, † 28. März 1965 in Münster (Westfalen), Chemiker und Mineraloge
- 1870, 18. April, Hermann Schöne, † 20. Mai 1941 in Berlin, klassischer Philologe
- 1870, 11. Juli, Ernst Kohlschütter, † 18. Oktober 1942 in Potsdam, Astronom, Geophysiker, Geodät und Nautiker
- 1870, 11. August, Wilhelm Volz, † 14. Januar 1958 in Markkleeberg, Geograph
- 1870, 24. September, Wilhelm Anschütz, † 15. August 1954 in Kiel, Chirurg
- 1870, 9. Oktober, Ernst von Dobschütz, † 20. Mai 1934 in Halle, Theologe, Professor und Rektor der Universität Halle
- 1870, 18. Oktober, Heinrich von Helldorff, † 8. August 1936 auf Baumersroda, Verwaltungsjurist und preußischer Landrat
- 1870, 29. Oktober, Fritz Knapp, † 1938 in Würzburg, Kunsthistoriker
- 1871, 5. Februar, Wilhelm Kähler, † 14. Februar 1934 in Berlin, Jurist und Politiker
- 1871, 1. April, Friedrich Ernst Krukenberg, † 20. Februar 1946, Gynäkologe und Pathologe
- 1871, 19. Oktober, Friedrich Umber, † 1946 in Madrid, Mediziner, Direktor des Städtischen Krankenhauses Berlin-Westend
- 1871, 4. November, Gustav Berthold Volz, † 27. September 1938, Historiker
- 1871, 16. Dezember, Josua Roedenbeck, † 19. November 1914 bei Bixschoote, Verwaltungsjurist und Landrat
- 1872, Bruno Richter, † nach 1937, Landschafts- und Architekturmaler
- 1872, 26. Januar, Suse Schmidt-Eschke, † 26. Mai 1941 in Halle, Malerin, Lithographin, Zeichen- und Sprachlehrerin
- 1873, 12. Juli, Wilhelm Thiele, † nach 1945 möglicherweise in Schliersee, Architekt und Raumausstatter
- 1873, 21. Juli, August Lüttich, † 25. Februar 1954 in Radebeul, Politiker (SPD)
- 1874, 3. April, Heinrich Gerland, † 28. Dezember 1944 in Jena, Politiker (DDP)
- 1874, 17. Mai, Martha Bernstein, † 24. Juni 1955 in Landsberg am Lech, Malerin
- 1874, 26. Juli, Theodor Paul Klotzsch, † 12. Juli 1942 in Leipzig, Architekt
- 1874, 14. Oktober, Hugo Erfurth, † 14. Februar 1948 in Gaienhofen, Fotograf
- 1875, 1. Januar, Hans Alexander Lehmann, † 10. Februar 1930 in Halle, Bankier
- 1875, 26. Februar, Heinrich Dittenberger, † 28. Februar 1952 in Chesières/Schweiz, Jurist
- 1875, 10. Juli, Fritz Sachße, † 12. März 1954 in Göttingen, Marineoffizier, zuletzt Konteradmiral der Reichsmarine
- 1875, 29. September, Ewald Wüst, † 19. April 1934 in Kiel, Geologe, Paläontologe und Botaniker
- 1876, Dorothea Seeligmüller, † 1951 in Weimar, Kunstgewerblerin
- 1876, 3. Februar, Paul Fiebig, † 11. November 1949 in Calbe (Saale), lutherischer Theologe und Neutestamentler
- 1877, 6. März, Karl Platen, † 4. Juli 1952 in Weimar, Schauspieler
- 1877, 22. März, Walter Kähler, † 10. August 1955 in Bethel, evangelischer Theologe
- 1877, 23. April, Hans Fitting, † 6. Juli 1970 in Köln, Botaniker
- 1877, 31. Mai, Hermann Lwowski, † 17. Mai 1952 in Bad Pyrmont, Maschinenbau-Ingenieur
- 1877, 9. Oktober, Walter Krostewitz, † 30. September 1949 in Winterberg, Manager der Textilindustrie
- 1877, 5. November, Bernhard Weissenborn, † 15. Januar 1954 in Halle (Saale), Historiker und Bibliothekar
- 1878, 26. Januar, Friedrich Hempelmann, † 6. August 1954 in Lübeck, Zoologe
- 1878, 14. Februar, Felix Bernstein, † 3. Dezember 1956 in Zürich, Mathematiker
- 1878, 10. Juni, Walter Oemisch, † 3. Januar 1903 in Halle, Schriftsteller
- 1878, 15. Juni, Willy Hoffmann, † 1977 in Bad Soden am Taunus, Architekt
- 1878, 23. August, Gerhard Werther, † 2. Juli 1939, Landrat
- 1878, 12. Oktober, Reinhold Lohse, † 16. November 1964 in Halle, Hallescher Straßenmusikant und Stadtoriginal
- 1878, 4. November, Walther Suchier, † 16. Februar 1963 in Bad Sachsa, Romanist
- 1878, 11. November, Dankwart Ackermann, † 31. Mai 1965 in Würzburg, Physiologe und Chemiker
- 1878, 3. Dezember, Carl Tubandt, † 17. Januar 1942 in Berlin, Chemiker und Professor der Halleschen Universität
- 1879, 20. Januar, Fritz Bräuning, † 10. Juni 1951 in Berlin, Architekt und Stadtplaner
- 1879, 30. August, Irmgard Litten, † 30. Juni 1953 in Berlin, Schriftstellerin
- 1879, 28. September, Bernhard Leopold, † 17. September 1962 in Berlin, Politiker (DNVP)
- 1879, 14. Oktober, Burkhard von Bonin, † 31. Dezember 1947 in Northeim, Jurist und Autor
- 1880, 19. Januar, Hermann Bernhard Braeuning, † 11. März 1946 in Berlin, Tuberkuloseforscher
- 1880, 7. Februar, Rudolf Schetter, † 11. März 1967 in Köln, Jurist und Politiker (Zentrum)
- 1880, 7. November, Max Kuehne, † 19. März 1968 in New York City, Maler und Kunsthandwerker
- 1880, 16. Dezember, Guido Gialdini, eigentlich Curt Abramowitz, † 16. April 1943 im KZ Auschwitz, Kunstpfeifer

### 1881–1900
- 1881, 12. Juni, Erich Trautmann, † 16. November 1947, Jurist und Generalstaatsanwalt
- 1881, 16. September, Ludwig Klitzsch, † 7. Januar 1954 in Bad Wiessee, Publizist und Manager in der Filmindustrie
- 1881, 22. September, Curt Schlüter, † 1. Mai 1944 in Halle, Naturwissenschaftler und Unternehmer
- 1882, 14. Januar, Walter Lwowski, † 29. Juli 1963 in Mülheim an der Ruhr, Ingenieur
- 1882, 21. Januar, Paul Paulsen, † 29. Juni 1963 in Dresden, Schauspieler
- 1882, 28. Februar, Richard Heinrich Stein, † 11. August 1942 in Santa Brígida (Gran Canaria), Komponist
- 1882, 1. April, Hedwig Krüger, † 16. Februar 1938 in Halle, kommunistische Politikerin
- 1882, 6. Juni, Max Dreßler, † nach 1935, Journalist und Schriftsteller
- 1882, 21. Juni, Hans Hädicke, † 14. August 1974, Fußballfunktionär
- 1883, 12. April, Hermann Adolf Schulze, † 1934 in Bitterfeld, Bergbauunternehmer
- 1883, 16. April, Hermann Niemeyer, † 12. Oktober 1964 in Dießen am Ammersee
- 1883, 7. Mai, Martin Albertz, † 29. Dezember 1956 in Berlin, Theologe
- 1883, 21. Mai, Georg Gravenhorst, † 1967 in München, Ministerialbeamter und Versicherungsmanager
- 1883, 6. Juli Arnold Kohlschütter,  † 28. Mai 1969 in Bonn, Astrophysiker
- 1883, 9. Juli, Jeanette Schocken, † 1942 im Vernichtungslager Maly Trostinez, Kaufhausbesitzerin und Wohltäterin
- 1883, 25. Juli, Wolfram Suchier († 1964 ebenda), deutscher Bibliothekar und Genealoge
- 1883, 28. Dezember, Alfred Wolfenstein, † 22. Januar 1945 in Paris, Lyriker, Dramatiker und Übersetzer
- 1884, 2. Januar, Erich Thiele, † 13. Januar 1929 in Leipzig, Ingenieur und Flugpionier
- 1884, 15. April, Walther Leonhard Wangerin, † 19. April 1938 in Danzig, Botaniker
- 1884, 2. Juli, Hans von Rudolphi, † 6. Mai 1944 in Halle, Major, Erfinder des Tages der Briefmarke
- 1884, 1. September, Gertrud Kappel, † 3. April 1971 in Höllriegelskreuth, Opernsängerin
- 1884, 3. Oktober, Willy Rößler, † 21. Oktober 1959 in Bad Soden am Taunus, Gewerkschaftsfunktionär und Widerstandskämpfer
- 1884, 12. Dezember, Alfred Trautmann, † 26. März 1952 in Hannover, Veterinärmediziner und Hochschullehrer
- 1884, 29. Dezember, Curt Wilhelm Michael, † 15. November 1945 in Landsberg an der Warthe, Pädagoge
- 1885, 16. Februar, Curt Elze, † 9. April 1972 in Kassel, Anatom, Hochschullehrer und Rektor der Universität Rostock
- 1885, 2. Mai, Erich Bauer, † 4. Juni 1972 in Goslar, Rechtsanwalt und Entomologe
- 1885, 6. Mai, Leopold Giese, † 24. Dezember 1968 in Berlin, Kunsthistoriker
- 1885, 4. Juni, Siegfried A. Kaehler, † 25. Januar 1963 in Göttingen, Historiker
- 1885, 17. Juni, Richard Ermisch, † 7. Dezember 1960 in Berlin, Architekt und Baubeamter
- 1885, 20. Juni, Alfons Pape, † 2. April 1950 in Hannover, Schauspieler, Theaterregisseur und Theaterleiter
- 1885, 9. August, Jenny Beeck, † 15. Februar 1968 in Halle, Politikerin (LDPD)
- 1885, 15. September, Ina Seidel, † 3. Oktober 1974 in Ebenhausen, Lyrikerin und Romanautorin
- 1885, 10. Oktober, Bruno Moll, † 31. Januar 1968 in Lima, Nationalökonom und Professor an der Universität Leipzig
- 1885, 24. Oktober, Willy Michel, † 13. April 1951 in Minden, Politiker (SPD)
- 1885, 21. November, Walter Le Coutre, † 14. September 1965 in Meersburg, Betriebswirtschaftler und Bilanztheoretiker
- 1886, 14. Februar, Dora Staudinger, † 3. Juni 1964 in Wetzikon, religiöse Sozialistin
- 1886, 5. Oktober, Wolfgang Stammler, † 3. August 1965 in Hösbach, Germanist und Literaturhistoriker
- 1887, 4. April, Ernst Dernburg, † 4. Juli 1960 in Berlin, Schauspieler
- 1887, 24. April, Alfred Schachtzabel, † 15. Januar 1981 in Saarbrücken, Ethnologe und Afrikaforscher
- 1887, 9. Dezember, Johannes Brinkmann, † 15. Juli 1973 in Tegernsee, Mediziner
- 1888, 29. September, Fritz Kahn, † 14. Januar 1968 in Locarno, Arzt und Autor populärwissenschaftlicher Bücher
- 1888, 28. Dezember, Alfred Wolfenstein,  † 22. Januar 1945 in Paris, expressionistischer Lyriker, Dramatiker und Übersetzer
- 1889, 4. Januar, Heinrich Bechtel, † 16. Dezember 1970, Wirtschaftshistoriker
- 1889, 5. Januar, Johannes Niemeyer, † 10. Februar 1980 in Berlin, Maler und Architekt, Professor an der Burg Giebichenstein
- 1889, 3. April, Joseph Theele, † 19. Februar 1944 in Fulda, Bibliothekar
- 1889, 20. Juli, Moshe Schwabe, † 10. September 1956 in Jerusalem, Altphilologe und Epigraphiker
- 1889, 25. August, Georg Agde, † 12. September 1944 in Darmstadt, Chemiker
- 1889, 12. September, Paul Pabst, † 23. Juli 1970, Maler und Grafiker
- 1889, 17. Oktober, Karl Völker, † 28. Dezember 1962 in Weimar, Maler, Grafiker und Architekt
- 1889, 19. Oktober, Margarete Elzer, † 26. August 1966 in Tegernsee, Autorin
- 1890, 22. Januar, Max Hanke, † 6. Januar 1971 in Cottbus, Architekt und Denkmalpfleger
- 1890, 8. Juni, Otto Eberhardt, † 31. Januar 1939 bei Bitterfeld, Wirtschaftsfunktionär und Wehrwirtschaftsführer (NSDAP)
- 1890, 12. Juli, Kurt Bauchwitz, † 18. Juli 1974 in Milton (Massachusetts), Rechtsanwalt, Essayist und Lyriker
- 1890, 10. August, Gerd Fricke, † 15. Dezember 1968 in Schäftlarn, Hörspielregisseur, Hörspielsprecher, Hörfunkmoderator und Schauspieler
- 1890, 26. Dezember, Gustav Lüttge, † 25. Dezember 1964 in Eimsbüttel/Hamburg, Ingenieur und Vizeadmiral
- 1891, 11. Februar, Karl Meseberg, † 13. März 1919 in Halle, Mitglied des Arbeiter- und Soldatenrates Halle
- 1991, 24. April, Friede Birkner, † 17. Januar 1985 in Rottach-Egern, Schriftstellerin
- 1891, 30. April, Otto Rötzscher, † 22. August 1932 in Chemnitz, deutscher Reformpädagoge und Politiker (SPD/KPD/KPO)
- 1891, 16. Mai, Karl Riehm, † 2. September 1983 in Halle, Arzt und Forscher auf dem Gebiet der Salzgewinnung
- 1891, 19. Mai, Oswald Boelcke, † 28. Oktober 1916 bei Bapaume, Frankreich; Jagdflieger  im Ersten Weltkrieg
- 1891, 16. August, Rudolf Schaller, † 25. März 1984 in Schwerin, Journalist, Schriftsteller, Übersetzer und Theaterkritiker
- 1891, 29. August, Bruno Böttge, † 7. Januar 1967, Bürgermeister von Eisleben und Landtagspräsident von Sachsen-Anhalt
- 1891, 29. August, Walter Elze, † 19. Juni 1979 in Freiburg im Breisgau, Historiker und Militärhistoriker
- 1891, 14. Oktober, Werner Oberst, † 17. Februar 1945 in Berlin, preußischer Landrat
- 1891, 5. Dezember, Helmuth Rogge, † 13. September 1976, Historiker und Archivar
- 1892, 10. Januar, Albert Bergholz, † 30. September 1957 in Berlin, Politiker, Reichstagsabgeordneter (SPD)
- 1892, 23. Februar, Werner Mulertt, † 25. Dezember 1944 in Halle, Literaturwissenschaftler, Professor in Danzig, Innsbruck und Halle
- 1892, 22. Juni, Hans Herzfeld, † 16. Mai 1982 in Berlin, Historiker
- 1892, 30. Juni, Trudik Daniel, † 4. August 1976 in Bremen, Schauspielerin, Hörspielsprecherin und Operettensängerin
- 1892, 23. September, Lorenz Kardinal Jaeger, † 1. April 1975 in Paderborn, Erzbischof von Paderborn
- 1892, 23. Oktober, Fritz Maenicke, † 16. März 1970 in Magdeburg, Bildhauer und Restaurator
- 1892, 11. November, Hans Huth, † 1. Juli 1977 in Carmel, Kalifornien, deutsch-amerikanischer Kunsthistoriker
- 1892, 12. Dezember, Erna Corte,  † 8. November 1975 in Berlin, Sozialpolitikerin
- 1893, 30. Juni, Walter Bacher, † nach dem 29. September 1944 im KZ Auschwitz-Birkenau, Sozialdemokrat und Lehrer an der Hamburger Klosterschule
- 1893, 8. August, Ludwig Grote, † 3. März 1974 in Gauting, Kunsthistoriker
- 1893, 22. Dezember, Gerhart Husserl, † 9. September 1973 in Freiburg im Breisgau, Jurist und Rechtsphilosoph
- 1894, 14. Januar, Friedrich Karl von Eberstein, † 10. Februar 1979 in Tegernsee, Reichstagsabgeordneter (NSDAP), General der Waffen-SS und Polizei, Polizeipräsident von München
- 1894, 25. Januar, Carl Häbler, † 4. April 1956 in Hannover, Chirurg
- 1894, 2. April, Paul Lohmann, † 26. Juni 1981 in Aschaffenburg, Konzert- und Oratoriensänger und Gesangspädagoge
- 1894, 10. April, Rudolf von Arps-Aubert, † Ende 1946 in Bautzen, Kunsthistoriker
- 1894, 21. Juni, Karl Siegmar von Galéra, † 17. März 1969 in Opladen, Historiker
- 1894, 30. September, Hermann Harm, † 28. November 1985 in Hartenholm, SS-Brigadeführer und Generalmajor der Polizei
- 1894, 22. Oktober, Gerhard Moerner, † 15. April 1917 in Flandern, Lyriker
- 1894, 11. November, Falk Ruttke, † 9. September 1955 in Bad Cannstatt, Jurist und Vertreter der nationalsozialistischen Rassenhygiene
- 1895, Paul Pfund, † unbekannt, Maler und Grafiker
- 1895, 18. Januar, Fritz Jahr, † 1. Oktober 1953 in Halle, Pastor und Lehrer, Begründer der Bioethik
- 1895, 6. Mai, Kurt Metzner, † 13. Juli 1962 in Idar-Oberstein, Verleger und Kulturpolitiker
- 1895, 21. Juni, Lili Schultz, † 18. Juni 1970 in Seeshaupt oder München, bildende Künstlerin
- 1895, 12. Juli, Erich Jentzsch, † 1961 in Berlin-Wilmersdorf, Leiter des Polizeiamtes Gelsenkirchen
- 1895, 25. September, Gustav Borrmann, † 7. Juni 1975 in Berlin, deutscher Kommunist, Oberst und Abteilungsleiter im Ministerium für Staatssicherheit
- 1895, 2. Oktober, Werner Lüttge, † 12. Juli 1979 in Bamberg, Gynäkologe in Bamberg
- 1895, 31. Dezember, Hermann Schulze, † 1985, Ingenieur und Hochschullehrer
- 1896, 14. Januar, Wolfgang Riehm, † 29. März 1971 in Amelsbüren, Ophthalmologe und Hochschullehrer
- 1896, 8. Februar, Wilhelm Kast, † 9. Januar 1980 in Freiburg im Breisgau, Physikochemiker und Hochschullehrer
- 1896, 22. April, Max Ludwig, † 26. September 1957 in Berlin, Bobfahrer
- 1896, 29. Mai, Horst Müller, † 8. März 1975 in Freiburg im Breisgau, Jurist
- 1896, 24. Juni, Heinz-Gerhard Riecke, † 22. Mai 1964 in Kiel, HNO-Arzt und Hochschullehrer
- 1896, 10. Juli, Johanna Schütz-Wolff, † 30. August 1965 in Söcking, Textilgestalterin, Bildwirkerin und Grafikerin
- 1896, 14. August, Karl Ludwig Diehl, † 8. März 1958 in Penzberg, Schauspieler
- 1896, 15. August, Karl Pretzsch, † 19. Juli 1954 in Stralsund, Politiker und Oberbürgermeister von Halle
- 1896, 2. September, Emil Danneberg, † 1965 in Neuwied, politischer Aktivist
- 1896, 26. September, Hans Faltin, † 28. Juni 1961 in Dresden, Energietechniker und Hochschullehrer
- 1896, 25. Oktober, Hertha Genzmer, † 2. Februar 1971 in Wiesbaden, Schauspielerin und Gründerin der Schauspielschule Genzmer
- 1896, 18. November, Karl Heck, † 2. Juni 1997 in Karlsruhe, Richter am Bundesgerichtshof und am Bundesverfassungsgericht
- 1897, 26. März, Fritz Weineck, † 13. März 1925 in Halle, Mitglied des Roten Frontkämpferbundes (Der kleine Trompeter)
- 1897, 17. Oktober, Ernst Hugo Fischer, † 11. Mai 1975 in Ohlstadt, Philosoph und Soziologe
- 1897, 6. November,  Fritz Elze, † unbekannt, Jurist, nationalsozialistischer Funktionär und Landrat
- 1897, 11. Dezember, Kurt Meißner, † 1973, Fußballspieler
- 1898, 12. Januar, Karl Kluth, † 15. Dezember 1972 in Hamburg, Maler und Hochschullehrer
- 1898, 3. Februar, Fred Andreas, † 6. März 1975 in München, Schriftsteller, Drehbuchautor und Übersetzer
- 1898, 3. Mai, Gerhard Stammler, † 20. Februar 1977 in Schönebeck, Philosoph
- 1998, 30. Mai, Kurt Vorkauf, † 4. Juli 1977 in Strausberg, Fußballtrainer
- 1898, 20. Juli, Walter Schmidt, † 11. November 1982 in Göttingen, Politiker (NSDAP/CDU) und Mitglied des Niedersächsischen Landtages
- 1898, 23. Juli, Kurt Walbe, † nach 1968, Architekt
- 1898, 28. September, Alfred Jericke, † 24. September 1981 in Weimar, Kunst- und Literaturwissenschaftler
- 1898, 24. Oktober, Martin Wiegel, † 8. Mai 1949, Politiker (LDP), Vorsitzender der LDP-Fraktion im Landtag und Minister in Sachsen-Anhalt
- 1898, 21. November, Otto Müller, † 9. Dezember 1979 in Merseburg, Maler und Grafiker
- 1898, 19. Dezember, Erwin Hielscher, † 16. Juni 1971 in München, Bankkaufmann und Stadtkämmerer von München
- 1899, 29. Januar, Hans Henn, † 26. August 1958, Politiker (FDP, FVP, DP)
- 1899, 14. Mai, Erich Weber, † 23. Februar 1928 in Berlin, Schriftsteller
- 1899, 10. August, Werner Ladwig, † 23. März 1934 in Dresden, Dirigent
- 1899, 14. Oktober, Lotte Friese-Korn, † 14. Oktober 1963 in Weidenau, Politikerin (FDP)
- 1899, 24. Oktober, Elsbeth Lenné, † 19. Februar 1988 in Wernigerode, Kunsthandwerkerin, vor allem Email-Künstlerin
- 1900, 3. Mai, Agnes Waldstein, † 18. August 1961 in Möttlingen, Kunsthistorikerin und judenchristliche Aktivistin
- 1900, 1. Juli, Kurt Fischer, † 22. Juni 1950 in Bad Colberg-Heldburg, Politiker (SED), Mitglied der Volkskammer und sowjetischer Spion
- 1900, 6. September, Paul Zilling, † 20. März 1953 in Halle, Maler und Grafiker
- 1900, 7. September, Max Keilson, † 9. November 1953 in Berlin, Grafiker und Journalist
- 1900, 3. Oktober, Hans Przyrembel, eigentlich Johannes Przyrembel, † 1945, Designer, Gold- und Silberschmied
- 1900, 4. Oktober, Wilhelm Küstner, † 24. Oktober 1980 in Magdeburg, Hals-Nasen-Ohren-Arzt
- 1900, 12. Oktober, Ernst Albert Schaah, † 23. Juli 1975 in Berlin, Schauspieler
- 1900, 23. Oktober, Harald Böhmelt, † 15. Oktober 1982 in Bad Tölz, Komponist
- 1900, 12. Dezember, Fritz Schnelle, † 29. Juli 1990 in Merzhausen, Agrarmeteorologe und Phänologe

## 20. Jahrhundert
- 20. Jahrhundert, Ron Flatter, DJ, Musikproduzent und Labelbetreiber
- 20. Jahrhundert, Katrin Gerstenberger, Opernsängerin
- 20. Jahrhundert, Halle-Jan, Musiker
- 20. Jahrhundert, Conny Kniep, Redakteurin, Autorin und Fernsehmoderatorin
- 20. Jahrhundert, Toni Neumann, Koch
- 20. Jahrhundert, Smoke Trees, Musikproduzent
- 20. Jahrhundert, Hagen Wangemann, Journalist und Fernsehmoderator

### 1901–1910
- 1901, 28. Januar, Fritz Leweke, † 29. Januar 2001, Kirchenmaler, Restaurator und Gestalter von Orgelprospekte
- 1901, 5. März, Theodor Grüneberg, † 1. Dezember 1979 in Saarbrücken, Dermatologe und Hochschullehrer
- 1901, 7. März, Alfred Schilf, † 5. Oktober 1972 in Karlsruhe, Anwalt und Verteidiger im Nürnberger Prozess gegen die Hauptkriegsverbrecher
- 1901, 17. März, Ludolf-Hermann von Alvensleben, † März/April 1970 in Argentinien, NSDAP-Reichstagsabgeordneter, SS-Gruppenführer und Generalmajor der Polizei
- 1901, 20. März, Gerhard Heberer, † 13. April 1973 in Göttingen, Zoologe, Genetiker und Anthropologe
- 1901, 28. April, Walther Wüster, † 9. Oktober 1949 in Thüngersheim, Diplomat
- 1901, 14. Mai, Hans Stüwe, † 13. Mai 1976 in Berlin, Filmschauspieler, Opernsänger und Opernregisseur
- 1901, 16. Mai, Andreas Moritz, † 15. Februar 1983 in Würzburg, Silberschmied und Hochschullehrer
- 1901, 24. Juni, Hans Vietzke, † nach 1960, Schriftsteller, Drehbuchautor, Dramaturg und Filmregisseur
- 1901, 16. Juli, Oscar Schellbach, † 20. Mai 1970 in Baden-Baden, Lebenslehrer und Begründer des Mental-Positivismus
- 1901, 1. August, Rudolph Maisel, † 21. September 1956, Gewerkschafter und Politiker
- 1901, 5. August, Herbert Richter, † 8. Mai 1944 in Brandenburg-Görden, Architekt und Widerstandskämpfer
- 1901, 24. September, Ursula Gärtner, † 15. Januar 1989, Politikerin (SPD) und Mitglied des Hessischen Landtags
- 1901, 10. Oktober, Hans Feldtkeller,  † 8. Dezember 1982 in Wiesbaden, Landeskonservator von Hessen
- 1901, 18. Oktober, Paul Alfred Müller, † 1. Januar 1970 in Murnau am Staffelsee, SF-Heftromanautor
- 1901, 20. Oktober, Werner Meinhof, † 7. Februar 1940 in Jena, Kunsthistoriker
- 1902, 6. Juni, Alfred Schäfter,  † 8. Dezember 1970 in Leipzig, Gold- und Silberschmied
- 1902, 24. Juli, Hellmuth Helsig, † 22. Oktober 1958 in Agra, Filmschauspieler
- 1902, 21. August, Eduard Nebelthau, † 21. Juni 1971 in Dornbirn, Unternehmer
- 1902, 27. September, Hellmut Schnackenburg, † 15. August 1974 in Bremen, Generalmusikdirektor in Bremen
- 1902, 6. Oktober, Ernst Zöllner, † 27. Januar 1967 in Berlin, Gewerkschafter und Politiker (KPD/SED)
- 1902, 29. Oktober, Hans-Reinhard Koch, † 14. April 1997 in Bonn, Verwaltungsjurist und VAC-Funktionär
- 1902, 2. Dezember, Auguste Hoffmann, † 24. Oktober 1989 in Berlin, Sportmedizinerin und Hochschullehrerin
- 1902, 29. Dezember, Gustav Adolf Nosske, † 9. August 1986 in Düsseldorf, SS-Obersturmbannführer
- 1903, 5. März, Anneliese Landau, † 3. August 1991 in Los Angeles, Musikwissenschaftlerin
- 1903, 13. April, Hans Ulrich Scupin, † 18. Mai 1990, Münster (Westfalen), Staatsrechtslehrer und Staatsphilosoph
- 1903, 20. April, Walter Serauky, † 20. August 1959 in Halle, Musikwissenschaftler und Händel-Forscher
- 1903, 27. April, Karl Janowsky, † 27. Mai 1974 in Hannover, Politiker (NSDAP) und Mitglied des Reichstages
- 1903, 19. Juni, Hans Litten, † 5. Februar 1938 im KZ Dachau, Jurist, Strafverteidiger und Rechtsanwalt
- 1903, 14. Oktober, Gerhard Mackenroth, † 17. März 1955 in Fallingbostel, Soziologe, Sozialwissenschaftler und Statistiker
- 1903, 15. November, Paul Götze, † 24. Januar 1948 in Krakau, SS-Mitglied, Kriegsverbrecher
- 1904, 3. März, Harry Werner Storz, Dr. phil., † 13. August 1982 in Hamburg, Leichtathlet
- 1904, 7. März, Reinhard Heydrich, † 4. Juni 1942 in Prag, SS-Obergruppenführer und General der Polizei, Leiter des Reichssicherheitshauptamtes (RSHA) und Stellvertretender Reichsprotektor von Böhmen und Mähren
- 1904, 10. März, Adalbert Schneider, † 27. Mai 1941 im Nordatlantik, Marineoffizier
- 1904, 12. März, Fritz Lindenberg, † unbekannt, nationalsozialistischer Funktionär, Landeskulturwalter im Gau Halle-Merseburg
- 1904, 20. März, Hans Robert Scultetus, † 17. März 1976, Meteorologe
- 1904, 10. April, Arnold Matz, † 25. April 1991 in Leipzig, Komponist
- 1904, 16. April, Karl Hermann Haupt, † 1983 in Berlin, Maler, Grafiker, Fotograf und Designer
- 1904, 19. April, Helene von Bila, † 1985 in Wiesbaden, Bildungspolitikerin
- 1904, 21. April, Walter Danz, † 2. November 1986 in Halle, Fotograf
- 1904, 26. April, Oskar Barthold, † 1980 in Gernsbach, Puppenspieler, Maler und Grafiker
- 1904, 7. Mai, Max Walter Sieg, † 7. Juni 1968 in Berlin, Schauspieler und Theaterregisseur
- 1904, 6. Juli, Max Hoffmann, † 24. Februar 1995 in Berlin, Zoologe
- 1904, 30. Oktober, Heinz Kloss, †  13. Juni 1987 in Groß-Gerau, Sprachwissenschaftler
- 1905, Erich Meyer, † unbekannt, nationalsozialistischer Rassentheoretiker
- 1905, 17. Januar, Bernhard Sommerlad, † 31. März 1979 in West-Berlin, Journalist, Verlagsbuchhändler, Historiker und Schriftsteller
- 1905, 25. Februar, Erich Voigt, † 1962, kommunistischer Widerstandskämpfer gegen NS-Regime, KZ Lichtenburg und Buchenwald
- 1905, 1. April, Harro Meyer, † 7. August 1965 in Tettnang, Mediziner und Politiker (SPD)
- 1905, 7. April, Georg Richter, † 3. Juli 1995 in Verden (Aller), Ruderer
- 1905, 14. Juni, Heinz Wolfgang Litten, † 24. August 1955 in Ost-Berlin, Dramaturg, Regisseur und Intendant
- 1905, 11. Juli, Walter Eisfeld, † 3. April 1940 in Dachau, Lagerkommandant der KZ Sachsenhausen und Neuengamme
- 1905, 13. Juli, Walter Sommer, † 13. März 1989 in Kaiserslautern, Richter, Ministerialbeamter und Oberbürgermeister von Kaiserslautern
- 1905, 22. Juli, Chanan Frenkel, † 30. April 1957 in Tel Aviv, deutsch-israelischer Architekt
- 1905, 31. August, Wolfgang Lehmann, † 29. Januar 1980 in Mönkeberg, Anthropologe und Mediziner
- 1905, 29. September, Heinz Heydrich, † 19. November 1944 in Riesenburg, SS-Obersturmführer
- 1905, 28. Oktober, Hans-Joachim Mertens, † 11. April 1945 in Braunschweig, Jurist, SS-Untersturmführer und Oberbürgermeister von Braunschweig
- 1905, 24. November, Paul Keck, † 15. November 1963 in Berlin, deutscher Politiker und Gewerkschafter
- 1906, 19. Januar, Gerhard Stabenow, † 26. Juli 1989 in Köln, Journalist und Fechter
- 1906, 9. Februar Kurt Reichert, † 10. Juli 1976 in Halle, Fotograf und Maßschneider
- 1906, 2. April, Erich Krüger, † unbekannt, Radsportler
- 1906, 21. April, Adalbert von Unruh, † 4. August 1943 in Smolensk, Jurist
- 1906, 26. April, Albert Ebert, † 21. August 1976 in Halle, Maler und Grafiker
- 1906, 1. Mai, Horst Schumann, † 5. Mai 1983 in Frankfurt am Main, Arzt im KZ Auschwitz
- 1906, 24. Juli, Horst Ludwig Wullstein, † 24. Januar 1987 in Würzburg, HNO-Arzt und Hochschullehrer
- 1906, 10. September, Ellen Weber, † 2. Dezember 1992 in Halle, Schauspielerin
- 1906, 19. September, Anna Amalie Abert, † 4. Januar, 1996 in Kiel, Musikwissenschaftlerin
- 1906, 4. Oktober, Werner Kirchert, † unbekannt, Arzt und leitender Mediziner beim Inspekteur der Konzentrationslager
- 1906, 26. November, Heinz Schmidt, † 14. September 1989 in Berlin, Journalist und Widerstandskämpfer
- 1906, 1. Dezember, Horst Biesterfeld, † 11. November 1969 in Bad Honnef, Flottillenadmiral der Bundesmarine
- 1907, 15. Februar, Reinhold Nietschmann, † 25. Juli 1971 in Hamburg, Schauspieler, Hörspiel- und Synchronsprecher
- 1907, 24. April, Günter Elsässer, † 14. Oktober 1999, Psychiater
- 1907, 8. Mai, Gerhard Geyer, † 9. April 1989 in Halle, Bildhauer und Grafiker
- 1907, 20. Mai, Rudolf Jäger, † 18. November 1974 in Basdorf, Gewerkschafter, Politiker und Diplomat
- 1907, 18. Juni, Alice Ruth Elly Abramowitsch, † 1. April 1974 in Warschau, Tänzerin, Choreografin und Repräsentantin des Modernen Tanzes
- 1907, 1. Juli, Fabian von Schlabrendorff, † 3. September 1980 in Wiesbaden, Jurist, Widerstandskämpfer des 20. Juli 1944, Richter des Bundesverfassungsgerichts
- 1907, 13. Juli, Martha Brautzsch, † 9. März 1946 in Kospa, Politikerin KPD-Funktionärin
- 1907, 4. September, Bruno Löwenberg, † 26. Oktober 1994, katholischer Geistlicher, Liturgiewissenschaftler und Pastoraltheologe
- 1907, 25. Oktober, Oskar Baumgarten, † 1. Dezember 2008 in Markkleeberg, Agronom
- 1907, 2. November, Wolfgang von Drigalski, vermisst in Stalingrad, Internist und Hochschullehrer
- 1907, 9. Dezember, Gerhard Maurer,  † 2. April 1953 in Krakau, SS-Führer
- 1908, 20. Februar, Heino Gaze, † 24. Oktober 1967 in Berlin, Komponist, Dirigent, Texter und Arrangeur
- 1908, 23. Februar, Eberhard Schmidt, † 8. Juli 1982 in L’Isle VD, Wirtschaftsingenieur, Hochschullehrer und Manager
- 1908, 4. Juni, Elisabeth Liefmann-Keil, † 16. August 1975 in Saarbrücken, Volkswirtin
- 1908, 13. Juni, Werner Krieg, † 17. Januar 1989 in Köln, Bibliothekar
- 1908, 22. August, Walter Illing, † unbekannt, Jugendbuchautor
- 1908, 28. August, Mabel Hariot, † 10. April 1996 in Meulan-en-Yvelines, Filmschauspielerin
- 1908, 11. September, Max Herrmann, † 18. November 1999 in Oldenburg, Maler
- 1909, 26. Februar, Hans Luther, † 11. März 1970 in Mainz, Jurist, Kommandeur der Sicherheitspolizei und des SD im Zweiten Weltkrieg
- 1909, 3. Mai, Wolf Herre, † 12. November 1997 in Frankfurt am Main, Zoologe
- 1909, 15. August, Herbert P. Raabe, † 25. August 2004 in Rockville (Maryland), Physiker und Ingenieur
- 1909, 23. Dezember, Manfred Pechau, † 18. März 1950 in München, Germanist und SS-Sturmbannführer
- 1910, 8. Juli, Hermann Lehmann, † 13. Juli 1985 in Cambridge, deutschstämmiger britischer Biochemiker
- 1910, 11. Juli, Johannes Hassebroek, † 17. April 1977 in Westerstede, SS-Führer und Lagerkommandant des KZ Groß-Rosen
- 1910, 5. August, Helmut Schröder, † 18. März 1974 in Halle, Maler und Grafiker
- 1910, 24. August, Hans-Georg Fernis, † 1996, Historiker
- 1910, 7. November, Alfred Hufeld, † 23. Dezember 2009 in Herne, Kommunalbeamter und Politiker (SPD)
- 1910, 19. November, Peter Schleiff, † 1. Juni 2011 in Quedlinburg, Dermatologe und Venerologe
- 1910, 13. Dezember, Louis-Heinz Kettler, † 21. Oktober 1976 in Berlin, Pathologe und Hochschullehrer

### 1911–1920
- 1911, 3. Januar, Fritz Huschke von Hanstein, † 5. Januar 1996 in Stuttgart, Motorsportler und Vizepräsident der Automobilsportkommission
- 1911, 20. April, Helmut Plath, † 26. Juni 1990 in Hannover, Museumsdirektor und Archäologe
- 1911, 14. Mai, Meinolf Splett, † 31. Juli 2009 in Halle, Maler und Grafiker
- 1911, 28. September, Richard Hunger, † 1. Mai 1957 in Freiberg, Geologe und Hochschullehrer
- 1911, 14. Oktober, Ulrich Schneider, † nach 1981, Röntgenologe und Hochschullehrer
- 1911, 4. Dezember, Arnold Schleiff, vermisst nach Oktober 1945, Theologe
- 1912, 12. Juni, Wilhelm Hölscher, vermisst seit 17. Juli 1943, Ägyptologe
- 1912, 13. Juli, Heinz-Eberhard Opitz, † 11. Oktober 1997 in Haar, Heeresoffizier und Richter
- 1912, 13. Juli, Karl-Ludwig Schober, † 11. Oktober 1999 in Halle, Mediziner, Professor für Chirurgie
- 1912, 11. August, Günther Hennecke, † 21. November 1943 im Nordatlantik, Arzt in den NS-Tötungsanstalten
- 1912, 4. November, Erich Windt, † 19. November 1941 in Wyssokinitschi bei Serpuchow, Schriftkünstler und Grafiker
- 1913, Emil Kirmse, † unbekannt, Radsportler
- 1913, 2. Februar, Karl Wesoly, † 2000 in Halle, Radsportler
- 1913, 10. Februar, Karl Deibicht, † 14. Februar 1963, Politiker (SPD) und Gewerkschafter
- 1913, 23. März, Richard Theile, † 10. August 1974 auf Amrum, Physiker
- 1913, 29. März, Heinz Büngeler, † 4. März 1943 in der UdSSR, SS-Obersturmführer d. R. (Waffen-SS), Adjutant des Lagerkommandanten im KZ Buchenwald
- 1913, 30. Juni, Horst Oppel, † 17. Juli 1982 in Marburg, Anglist
- 1913, 13. August, Helmut Biedermann, † 27. Mai 1984 in Rostock, Funktionär und Politiker (LDPD), Mitglied der Volkskammer
- 1913, 2. September, Horst Lahr, † 26. Juni 2008 in Potsdam, Theologe
- 1913, 13. September, Siegfried Mampel, † 3. Mai 2002, Jurist
- 1914, 5. Januar, Günther Jaenicke, † 2. Januar 2008, Rechtswissenschaftler und Völkerrechtler
- 1914, 22. Februar, Günter Friedländer, † 14. Januar 1994 in Miami Beach, Rabbiner, jüdischer Verbandsfunktionär in Südamerika
- 1914, 8. März, Uvo Hölscher,  † 31. Dezember 1996 in München, klassischer Philologe
- 1914, 14. April, Herbert Schemmel, † 28. Januar 2003 in Hamburg, Verfolgter des NS-Regimes und Lagerschreiber im KZ Neuengamme
- 1914, 19. April, Fritz Belger, † 15. Oktober 1983 in Berlin, Fußballspieler und Fußballtrainer
- 1914, 25. Dezember, Siegfried Otto, † 17. August 1997 in München, Unternehmer
- 1915, 16. Januar, Walter Koschorreck, † 13. März 1978 in Heidelberg, Leiter der Heidelberger Universitätsbibliothek
- 1915, 27. August, Holger Hagen, † 16. November 1996 in München, Schauspieler und Synchronsprecher
- 1915, 3. Oktober, Heinz Grahneis, † 14. Dezember 2007, Mediziner
- 1915, 13. Dezember, Albrecht Timm, † 5. November 1981 in Schönau im Schwarzwald, Historiker, erster Inhaber eines Lehrstuhls für Wirtschafts- und Technikgeschichte in der Bundesrepublik Deutschland
- 1916, 5. Januar, Gerhard Brennecke, † 14. Mai 1973 in Berlin, evangelischer Theologe
- 1916, 16. Januar, Karl-Sigismund Kramer, † 8. September 1998 in Dießen am Ammersee, Volkskundler
- 1916, 30. März, Carl Helmut Steckner, † 14. November 2003 in Hamburg, Maler, Fotograf und Journalist
- 1916, 10. Mai, Gerhard Kerscher, † 17. Juni 1998, Offizier, Generalmajor der Bundeswehr
- 1916, 17. Mai, Adelbert Weinstein, † 12. Januar 2003 in Wiesbaden, Journalist
- 1916, 20. Mai, Luise Ermisch, † 17. Januar 2001 in Mühlhausen/Thüringen, Politikerin (SED) und Aktivistin
- 1916, 22. Juni, Emil Fackenheim, † 18. September 2003 in Jerusalem, Philosoph und Rabbiner
- 1916, 17. August, Urban Thiersch, † 8. September 1984 in Prien am Chiemsee, Bildhauer
- 1916, 5. Oktober, Wolfram Röhrig, † 30. Mai 1998 in Esslingen am Neckar, Pianist, Komponist und Dirigent
- 1916, 27. November, Bernhard Hartmann, † 3. Mai 1989 in Frankfurt am Main, Wirtschaftswissenschaftler und Betriebswirt
- 1916, 16. Dezember, Rolf Kiy, † 1989, Karikaturist, Grafiker und Male
- 1917, 26. Mai, Edeltraud Engelhardt, † am 7. Mai 1999, Scherenschnittkünstlerin und Regisseurin
- 1917, 22. Juni, Walter Kröter, † 21. Juni 1992 in Berlin, Schauspieler
- 1917, 5. Juli, Christian Eisbein, † 1. Juli 2009 in Westerholt, Bildhauer, Buchautor und Naturschützer
- 1917, 7. August, Otto-Karl Sperling, † 7. März 1996 in Düsseldorf, Chirurg, Orthopäde, Sportmediziner und Hochschullehrer
- 1917, 19. September, Karl Erich Müller, † 10. Januar 1998 in Halle, Maler und Grafiker
- 1918, Adi Klimanschewsky, † 25. Dezember 1975 in Berlin, Autor und Sportjournalist
- 1918, 30. Januar, Kurt Opitz, † 23. Mai 2008 in Leipzig, Politiker (SED) und Minister in Sachsen-Anhalt
- 1918, 3. April, Joachim Kölbel,  † (1999), Gebrauchsgrafiker, insbesondere Buchgestalter und Illustrator
- 1918, 7. April, Ursula Noack, † 13. Februar 1988 bei München, Kabarettistin, Schauspielerin und Chansonsängerin
- 1918, 3. Mai, Otto Werkmeister, † 1. Februar 2001 in Halle, Fußballspieler und -trainer
- 1918, 12. August, Heinz Rühl, † 9. September 1993 in Voerde, Jurist, Richter am Oberlandesgericht in Düsseldorf
- 1918, 30. November, Kurt Hübenthal, † 13. März 2007 in Zwickau, Sänger (Bassbariton)
- 1919, 4. Mai, Gerhard Schmidt, † 20. Februar 2009 in Essen, Rechtsanwalt und Notar
- 1919, 2. September, Karl-Ernst Maedel, † 5. Juni 2004 in Worms, Sachbuchautor
- 1919, 17. September, Harry Schmitt, † 27. Oktober 1999 in Berlin, Politiker (KPD) und Sekretär des Politbüros
- 1919, 19. September, Martin Schwendler, Fußballtrainer
- 1919, 8. November, Rudolf Piechocki, † 14. Juli 2000, Biologe, Präparator und Professor für Zoologie an der Universität Halle
- 1920, 18. Januar, Stephan Waetzoldt, † 25. Mai 2008 in Berlin, Kunsthistoriker
- 1920, 7. Februar, Wolfgang-Hagen Hein, † 4. April 2003 in Bad Soden am Taunus, Apotheker und Pharmaziehistoriker
- 1920, 28. Februar, Herbert Müller, † 7. Juli 1995 in Halle, Bauingenieur und Architekt
- 1920, 18. Mai, Alexei Scheludko, † 1995, bulgarischer Chemiker
- 1920, 29. Juni, Karl Gola, Fußballspieler
- 1920, 8. Juli, Egon Bernoth, † 10. Mai 1991 in Magdeburg, Gynäkologe und Geburtshelfer
- 1920, 29. Juli, Heinz Beberniß, † 14. Mai 2012 in Halle, Bildhauer, Maler und Grafiker
- 1920, 20. September, Thilo Koch, † 12. September 2006 in Hausen ob Verena, Fernsehjournalist
- 1920, 12. November, Herbert Dönitz, Gewerkschafter, Vorsitzender des Zentralvorstandes der IG Metall im FDGB
- 1920, 23. November, Fritz Mende, † 9. Oktober 2001 in Melsungen, Literaturwissenschaftler
- 1920, 1. Dezember, Rolf Lieberwirth, † 5. April 2019 in Halle, Rechtswissenschaftler und Professor für Rechtsgeschichte

### 1921–1930
- 1921, Hans Walter König, † 9. Juni 2009 in Bad Kissingen, Kommunalpolitiker (CDU), Bürgermeister von Hannover
- 1921, 20. Januar, Diether Haas, † 26. November 2013 Hamburg, Verwaltungsjurist und Hamburger Staatsrat
- 1921, 22. März, Johnny Bruck, † 6. Oktober 1995, Zeichner (Perry-Rhodan-Serie)
- 1921, 11. April, Hermann Schlimme junior, † 6. November 1980, Generaldirektor des VEB Kombinat Deutrans
- 1921, 1. Mai, Rudolf Tartler, † 16. Januar 1964 in Hamburg, Soziologe
- 1921, 23. Mai, Hans Pflüger, † 7. Mai 1988 in Halle, Politiker (SED) und Oberbürgermeister der Stadt Halle
- 1921, 27. Mai, Ursula Dittmann, † 2. Juli 2014, Malerin und Grafikerin
- 1921, 5. September, Rosemarie Fleck, † 13. Januar 2019 in Rendsburg, Politikerin (SPD)
- 1921, 20. September, Horst Görlitz, † 25. November 2012 in Karlsruhe, Wasserspringtrainer und Luftfahrttechniker
- 1821, 20. Oktober, Giesbert Uber, † 18. Dezember 2004, Rechtswissenschaftler
- 1921, 6. November, Gerhard Lichtenfeld, † 6. November 1978 in Halle, Bildhauer und Professor an der Burg Giebichenstein
- 1921, 9. November, Wolfgang Pahncke, † 15. Februar 1989 in Rostock, Sporthistoriker und Hochschullehrer
- 1921, 11. Dezember, Antonius Berard, † 25. Januar 2005 in Karlsruhe, Jurist
- 1921, 29. Dezember, Charles Tanford (geb. als Karl Tannenbaum), † 1. Oktober 2009 in York, Biochemiker
- 1922, 3.  Januar, Rudolf Ulrich, † 4. April 1997 in Berlin, Schauspieler und Synchronsprecher
- 1922, 16. Januar, Hermann Bachmann, † 13. Januar 1995 in Karlsruhe, Maler
- 1922, 20. Januar, Gerhard Rost, † 19. Mai 2003 in Berlin, Theologe, Bischof der Selbständigen Evangelisch-lutherischen Kirche
- 1922, 15. Mai, Hans Nowak, † 15. Juli 1996 in Voigtholz-Ahlemissen bei Peine, Künstler, Maler und Skulpteur
- 1922, 8. Juni, Horst Hoffmann, † 28. Dezember 1993, Fußballspieler
- 1922, 2. Juli, Rudolf Nehring, † 21. Mai 1968 in Bad Elster, Journalist
- 1922, 14. Juli, Friedrich Theodor Kohl, † 24. November 2014 in Braunschweig, Architekt und Politiker (CDU)
- 1922, 15. September, Joachim Hoffmann, † 28. Februar 2002 in Berlin, Gewerkschafter
- 1922, 7. November, Gerhard Jäckel, Drehbuch- und Hörspielautor
- 1923, 23. Januar, Heinrich Pfanne, † 16. Mai 1990 in Wiesbaden, Psychologe
- 1923, 11. März, Dorothea Kuhn, † 13. Dezember 2015 in Weimar, Germanistin und Autorin
- 1923, 25. März, Hans Osterwald, † 6. März 2020 in Halle (Saale), Pädagoge, Chemiedidaktiker und Lehrbuchautor
- 1923, 10. April, Karl Voigt, † 30. Juli 1994 in Halle (Saale), Bildhauer
- 1923, 6. Mai, Walter Böckmann, † 22. Oktober 2014 in Bremen, Soziologe, Psychologe und Führungstheoretiker
- 1923, 9. Juni, Gerald Götting, † 19. Mai 2015 in Berlin, Politiker (CDU der DDR) und Präsident der Volkskammer
- 1923, 18. Juni, Otto Böttger, † 12. Mai 2001, Physiker
- 1923, 23. August, Karl Eberhard Laux, † 20. September 2007 in Düsseldorf, Jurist
- 1923, 26. August, Hans Kolditz, † 19. Mai 1996 in Konz, Komponist, Arrangeur und Dirigent
- 1924, 12. März, Edgar Schatz, † 25. Dezember 2017 in Halle, Radrennfahrer
- 1924, 21. Mai, Gerhard Stauch, † 5. April 2017, Offizier der Staatssicherheit, Leiter der Zollverwaltung der DDR
- 1925, 24. Februar, Siegwart-Horst Günther, † 16. Januar 2015 in Husum, Tropenmediziner
- 1925, 16. Juli, Herbert Trebs, evangelischer Hochschullehrer für Ökumenik und Kirchengeschichte und ehemaliger Funktionär der DDR-CDU
- 1925, 22. Oktober, Klaus Georgi, † 28. April 2012, Regisseur
- 1925, 27. Oktober, Fred Frohberg, † 1. Juni 2000 in Leipzig, Schlagersänger
- 1925, 24. November, Günther Teller, † 28. Juni 1982, Generalleutnant der NVA und Vorsitzender des Zentralvorstandes der GST
- 1925, 1. Dezember, Albert Krause, † 5. Juli 2012, Industrie-Designer und Hochschullehrer
- 1925, 31. Dezember, Hans-Dieter Schlegel, † 17. Dezember 1987 in Bautzen, Schauspieler und Regisseur
- 1926, Günther Hunold, Autor
- 1926, Theo Pracher, † Oktober 1993 in Hannover, Operettenbuffo, Schauspieler und Theater-Regisseur
- 1926, 7. Februar, Gerhard Hartwich, † 11. Januar 1998, Zoologe, Helminthologe und Kurator am Museum für Naturkunde Berlin
- 1926, 10. Februar, Rudolf Heinrich, † 1. Dezember 1975 in London, Bühnenbildner
- 1926, 7. März, Gerhard Voigt, † 13. August 2005 in Halle, Graphiker und Vizepräsident des Verbandes Bildender Künstler der DDR
- 1926, 12. Mai, Helmut Bläss, † 7. Juli 2005 in der Lutherstadt Wittenberg, Theaterintendant, Regisseur und Schauspieler
- 1926, 31. Mai, Helmut Jacoby, † 7. September 2005 in Halle, Architekt und Architekturzeichner
- 1926, 18. Juni, Wolfgang Wünsch, † 17. April 2020 in Bremen, Musikpädagoge und Komponist
- 1926, 16. Juli, Friedrich Schötschel, † 13. Oktober 2024 in Lobetal, Bildhauer und Maler
- 1926, 27. August, Karl Kockel, † 7. Dezember 2015 in Bad Dürrenberg, Amateurastronom
- 1927, 17. März, Wolfgang Osthoff, † 29. Juli 2008 in Würzburg, Professor für historische Musikwissenschaft
- 1927, 21. März im 1950 nach Halle eingemeindeten Ortsteil Reideburg, Hans-Dietrich Genscher, † 31. März 2016 in Pech (Wachtberg), Politiker (FDP), Mitglied des Bundestages und Bundesaußenminister
- 1927, 21. März, Hans-Herbert Haase, † 4. September 2011, Politiker (FDP) und Mitglied des Landtages von Sachsen-Anhalt
- 1927, 27. März, Hermann Kunkler, † 26. November 2020, Bildhauer und Goldschmied
- 1927, 28. März, Werner Dausien, † 2. November 2001 in Hanau, Buchhändler und Verleger
- 1927, 17. April, Margot Honecker, † 6. Mai 2016 in Santiago de Chile, Politikerin (SED), Mitglied der Volkskammer und Volksbildungsministerin
- 1927, 27. April, Gisela Büttner, † 3. November 2015 in Kaiserslautern, Politikerin (CDU) und Mitglied des Landtages von Rheinland-Pfalz
- 1927, 5. Mai, Siegfried Bimberg, † 2. Juli 2008 in Halle, Komponist, Dirigent, Musikwissenschaftler und Professor für Musikpädagogik
- 1927, 8. Mai, Magdalene von Dewall, † 1. Januar 2014 in Langenargen, Archäologin
- 1927, 17. Juni, Ernst Schubert, † 4. August 2012 in Kreischa, Kunsthistoriker und Historiker
- 1927, 24. Juni, Karl Alfred Blüher, Romanist und Literaturwissenschaftler
- 1927, 4. August, Siegfried Zimmermann, † 28. April 2012 in Hannover, Bildhauer
- 1927, 9. August, Wolf-Dietrich Leers, † 3. September 1986 in Toronto, deutsch-kanadischer Infektiologe und Versicherungsmediziner
- 1927, 15. August, Horst Heintze, † 14. Dezember 1997, Gewerkschafter (FDGB) und Politiker (SED)
- 1927, 22. August, Wilfried Mauf, † 12. Januar 2014 in Halle, Radrennfahrer
- 1927, 3. September, Manfred Rothe, † 3. Juni 2022 in Ulm, Chemiker
- 1927, 28. Oktober, Ingeburg Nilius, † 18. November 1984 in Greifswald, Prähistorikerin
- 1927, 18. November, Klaus Poche, † 9. Januar 2007 in Köln, Schriftsteller, Drehbuchautor und Illustrator
- 1927, 26. Dezember, Helmut Barbe, † 18. April 2021, Komponist
- 1928, 3. Januar, Klaus Schulze, † 16. April 2013, deutscher Ruderer
- 1928, 15. Januar, Rudolf Sellheim, † 9. März 2013 in Frankfurt am Main, Orientalist
- 1928, 10. Februar, Ludwig Pfeiffer, † 21. Dezember 2008, Petrologe
- 1928, 16. Februar, Wolfgang Hecht, † 1984 in Erfurt, Literaturwissenschaftler
- 1928, 2. April, Martin Hüttner, Historiker
- 1928, 5. Mai, Herbert Kitzel, † 25. August 1978 in Karlsruhe, Maler und Grafiker, Professor in Karlsruhe
- 1928, 24. Mai, Klaus Dechant, Politiker (DBD)
- 1928, 1. Juli, Hans-Joachim Rüscher, † 16. Januar 2015, Wirtschaftsfunktionär der SED in der DDR
- 1928, 22. Juli, Manfred Fleischhammer, Arabist
- 1928, 27. Juli, Manfred Lemmer, † 2. Februar 2009 in Halle, Altgermanist
- 1928, 9. Oktober Ragna Sperschneider, † 22. Juli 2003 auf Teneriffa, Goldschmiedin und Emailkünstlerin
- 1928, 27. Oktober, Karl Stankiewitz, † 13. Dezember 2024 in München, Journalist und Autor
- 1928, 17. November, Wolfgang Richter, † 22. Mai 2004, Komponist
- 1928, 3. Dezember, Hans-Joachim Kipka, † 2008 in Hamburg, Schlagersänger und Hörspielsprecher
- 1928, 22. Dezember, Ursula Burghardt, † 4. Dezember 2008 in Köln, Künstlerin
- 1929, Gisela Förschner, † 8. Dezember 2021, Numismatikerin
- 1929, Johann Jürgen Rohde, † 4. September 2001, Soziologe
- 1929, 24. Januar, Rolf Donath, † 19. Juni 2017, Sportmediziner und Leichtathlet
- 1929, 25. März, Wolfgang Ebeling, Drehbuchautor und Dramaturg
- 1929, 2. April Gerhard Reuscher, Wirtschaftswissenschaftler
- 1929, 5. Mai, Gerhard Fuchs, † 6. April 2019 in Leipzig, Professor für Journalistik an der Universität Leipzig
- 1929, 7. Juni, Helmut Böhme, † 3. Januar 2015 in Aschersleben, Agrarwissenschaftler und Genetiker
- 1929, 17. Juni, Ernst Schubert, † 4. August 2012 in Kreischa, Kunsthistoriker und Historiker
- 1929, 18. Juni, Hanns Teichmann, † 26. November 2017, Bauingenieur, Professor für Siedlungswasserwirtschaft
- 1929, 28. Juli, Günter Pötschke, † 1. September 2006 in Berlin, Journalist, Generaldirektor des ADN und Mitglied des ZK der SED
- 1929, 2. August, Hans-Ulrich Wiemer, † 8. November 2012, Filmregisseur
- 1929, 12. August, Renate Hoditz, † 6. November 2020, Schmuckgestalterin
- 1929, 17. August, Gerhard Wachter, † 17. Februar 2004 in München, Generalleutnant der Bundeswehr
- 1929, 20. August, Burchard Brentjes, † 28. September 2012 in Berlin, vorderasiatischer Archäologe
- 1929, 17. September, Ludwig Achtel, † 27. Mai 2007 in Berlin, Dramaturg, Schriftsteller, Hörspielautor und Drehbuchautor
- 1929, 23. Oktober, Claus Herold, † 9. Dezember 2003 in Halle, katholischer Geistlicher
- 1929, 29. November, Hajo Drott, Multimediakünstler
- 1929, 29. November, Horst Reimann, † 4. Oktober 1994, Soziologe
- 1929, 3. Dezember, Hans-Dieter Müller, † 23. Juli 2013, deutscher Ingenieur, Hochschullehrer und Rektor der Fachhochschule Karlsruhe
- 1929, 10. Dezember, Christl Wiemer, † 10. Dezember 2021, Filmregisseurin
- 1929, 29. Dezember, Irene Eber, † 10. April 2019 in Jerusalem, israelische Sinologin deutscher Herkunft
- 1930, Hans Joachim Schramm, Grafiker und Autor
- 1930, 12. Januar, Günter Wolfram, † 25. April 2004, Politiker (SPD) und Mitglied des Landtages von Rheinland-Pfalz
- 1930, 26. Januar, Reinhart Hummel, † 9. Februar 2007 in Stuttgart, evangelischer Theologe
- 1930, 13. Februar, Gerhard Rühlmann, Ägyptologe
- 1930, 23. Februar, Wolfgang Bauer, † 14. Januar 1997 in München, Sinologe
- 1930, 18. März, Rosemarie Rataiczyk, Textilkünstlerin, Malerin und Grafikerin
- 1930, 6. April, Manfred Feist, † 17. Dezember 2012 in Berlin, Politiker (SED), Bruder von Margot Honecker
- 1930, 26. Mai, Manfred Straube, Historiker
- 1930, 1. Juni, Karl-Heinz Trautmann, Metallgestalter
- 1930, 9. Juni, Werner Kochmann, † 30. Januar 2020 in Bitterfeld-Wolfen, Industriechemiker, Professor sowie Industriemanager
- 1930, 15. Juni, Christine Görner, Schauspielerin und Sängerin, † 30. Oktober 2024 in Italien
- 1930, 28. Juli, Manfred Bierwisch, † 31. Juli 2024, Linguist
- 1930, 1. August, Wolfgang Rudolph, † 4. Januar 2020 in Rostock, Agrarwissenschaftler und Hochschullehrer für Kleintierzucht und Genetik
- 1930, 1. August, Detlef Schünemann, Apotheker und ehrenamtlicher Archäologe und Denkmalpfleger
- 1930, 21. September, Ulrich Becker, Theologe und Hochschullehrer
- 1930, 17. Oktober, Freimut Börngen, † 19. Juni 2021 in Jena, Astronom
- 1930, 14. November, Detlef Lotze, † 20. September 2018 in Jena, Althistoriker
- 1930, 18. November, Elisabeth Schwarze-Neuß, † 21. März 2019 in Halle, Archivarin und Historikerin

### 1931–1940
- 1931, 5. Januar, Joachim Knauth, † 18. Juni 2019 in Berlin, Dramatiker, Hörspielautor und Essayist
- 1931, 17. April (in Dölau), Hilmar Thate, † 14. September 2016 in Berlin, Schauspieler
- 1931, 27. April, Hans Kwiet, † 15. März 2005 in Hamburg, Schauspieler und Fernsehproduzent
- 1931, 18. Mai, Hermann von Schroedel-Siemau, † 9. Dezember 2007 in Eckernförde, Schulbuchverleger
- 1931, 29. Mai, Siegfried Rataizick, Leiter der Untersuchungshaftanstalt Berlin-Hohenschönhausen und Chef der zentralen Gefängnisverwaltung des MfS
- 1931, 11. Juni, Jürgen Sauer, † 10. März 2011 in Sinzing, Chemiker und Hochschullehrer
- 1931, 14. Juli, Ernst-Randolf Lochmann, † 15. April 2003 in Bonn, Molekularbiologe, Professor der FU Berlin
- 1931, 9. August, Ursula Brömme, † 8. März 2001 in Leipzig, Sängerin und Musikpädagogin
- 1931, 3. November, Dieter Timpe, † 19. April 2021, Althistoriker
- 1931, 7. November, Jochen Sachse, † 6. Januar 2005, Neurologe und Physiologe
- 1931, 15. November, Wolfgang Oldag, † 11. August 2008 bei Goslar, Schauspieler und Regisseur
- 1931, 20. November, Rudi Hirsch, Handballspieler
- 1931, 24. November, Fritz Diedering, Maler und Grafiker, † März 2025
- 1932, Klaus Hennig, Grafiker, Karikaturist und Briefmarkengestalter
- 1932, 1. März, Max Schwab, † 13. April 2024 in Halle, Geologe und Professor an der Martin-Luther-Universität
- 1932, 16. März, Ulrich Kühn, † 29. November 2012 in Leipzig, lutherischer Theologe
- 1932, 1. April, Hans Walter Bandemer, † 15. November 2009 in Halle, Mathematiker
- 1932, 18. Mai, Malte Neidhardt, † 14. November 1988 in Augsburg, Pädiater und Onkologe
- 1932, 9. Juni, Robert Harsch-Niemeyer, † 9. Juli 2011, Verleger
- 1932, 12. Juni, Ulrich Kaye, Politiker (NPD) und Abgeordneter des Hessischen Landtags
- 1932, 27. Juli, Klaus Hennig, † 30. September 2007, Gebrauchsgrafiker
- 1932, 1. Oktober, Walter Zöllner, † 20. September 2011 in Halle, Historiker
- 1933, 20. März, Horst Röder, Sportwissenschaftler
- 1933, 23. Mai, Hans-Dieter Ramstetter, † 14. September 2001 in Halle, Rechtsanwalt
- 1933, 12. Oktober, Klaus Frühauf, † 11. November 2005 in Rostock, Science-Fiction-Autor
- 1933, 13. Dezember, Klaus Harnisch, Regisseur und Dramaturg
- 1933, 23. Dezember, Rolf Caroli, † 2007, Boxer
- 1934, 8. Januar, Wilhelm Nordemann, † 5. Januar 2024 in Potsdam, Rechtsanwalt, Notar und Professor für Urheberrecht
- 1934, 10. Januar, Hans-Gerd Glück, Politiker (PDS, DSU) und Mitglied des Landtages von Sachsen-Anhalt
- 1934, 27. Januar, Klaus Hoffmann, Fußballspieler
- 1934, 14. Februar, Günter Hoffmann, † 28. November 2024, Fußballspieler und Fußballtrainer
- 1934, 18. März, Kai Fischer, Schauspielerin und Autorin
- 1934, 30. März, Ruth Asmus, † 25. April 2000 in Leipzig, Opernsängerin
- 1934, 4. April, Willi Geismeier, † 2. August 2007 in Berlin, Kunsthistoriker
- 1934, 13. August, Sibylla Prieß-Crampe, † 8. Juli 2024, Mathematikerin
- 1934, 2. September, Wolfgang Braune, Radrennfahrer
- 1934, 13. September, Bernd Baselt, † 18. Oktober 1993 in Hannover, Musikwissenschaftler und Professor an der Martin-Luther-Universität
- 1934, 8. November, Lothar Milde, Leichtathlet
- 1934, 21. November, Manfred Richter, Diplomat und Botschafter der DDR
- 1934, 30. November, Günter Conrad Althans, Oberstudienrat und Taubblindenpädagoge
- 1934, 21. Dezember, Wolfgang Rasch, † 29. Juli 2012 in Frankfurt am Main, Verlagsbuchhändler, Geschäftsführer der Stiftung Buchkunst
- 1935, Martin Galling, Pianist und Kammermusiker
- 1935, Hans-Jürgen Kruse, Kameramann
- 1935 Ingrid Schellbach-Kopra, Finnougristin und Übersetzerin
- 1935, 15. Januar, Alfons Zschockelt, † 5. April 2023, Richter am Bundesgerichtshof, zunächst Jazzmusiker
- 1935, 1. März, Wolf Engels, † 18. Dezember 2021 in Tübingen, Zoologe
- 1935, 12. April, Winfried Schwenke, Generalleutnant, Leiter des Militärischen Abschirmdienstes (MAD)
- 1935, 19. Mai, Harald J. W. Müller-Kirsten, Physiker
- 1935, 20. Mai, Karl-Heinz Lesnau, † 13. August 1996 in Berlin, Politiker (CDU) und Mitglied des Berliner Abgeordnetenhauses
- 1935, 20. Mai, Lothar Grünewald, † 2001, Gebrauchsgrafiker
- 1935, 13. Juni, Hans-Jürgen Pesch, † 24. Juni 2010, Mediziner
- 1935, 8. Juli, Harald Günther, Chemiker
- 1935, 9. August, Lothar Biener, Politiker (SPD) und Mitglied des Landtages von Sachsen-Anhalt
- 1935, 14. Oktober, Hannelore Schröder, † 6. Mai 2023 in Leipzig, Patriarchatsforscherin und feministische Theoretikerin
- 1935, 24. Oktober, Hermann Matschiner, † 8. Juni 2022, Chemiker und Hochschullehrer
- 1935, 29. Dezember, Andreas Brandt, † 4. Januar 2016 in Niebüll, Maler
- 1936, 29. Januar, Harry Nicolai, † 26. Juli 2006, Jazzmusiker und Hörfunk-Redakteur
- 1936, 2. Februar, Peter Aley, † 14. Februar 2009 in Tetenbüll, Germanist und Hochschullehrer
- 1936, 20. März, Jutta Ludewig, Solotänzerin, Choreographin, Tanzpädagogin
- 1936, 11. Mai, Ulrich Berkes, † 21. Dezember 2022 in Berlin, Dichter und Schriftsteller
- 1936, 22. Mai, Renate Brömme, † 27. November 2020, Malerin und Grafikerin
- 1936, 6. Juni, Peter Dietze, † 12. Dezember 2011 in Berlin, Diplomat der DDR
- 1936, 14. Juni, Jürgen Beyer, Internist
- 1936, 24. Juni, Adolf Eser, Politiker (SED), Generaldirektor des VEB Chemiekombinat Bitterfeld
- 1936, 27. Juni, Eva Natus-Šalamoun, † 28. Februar 2018, Grafikerin, Illustratorin und Trickfilmgestalterin
- 1936, 16. August, Ulrich Hecker, Biologe
- 1936, 4. September, Roland A. Höhne, † 14. April 2022, Politikwissenschaftler und Historiker
- 1936, 4. Dezember, Ehrhart Hanf, Mathematiker, Ökonom und Hochschullehrer
- 1937, Wulf Brandstädter, Architekt
- 1937, 6. Januar, Hans-Dieter Krampe, Fußballspieler
- 1937, 30. Januar, Henner Huhle, Sportlehrer, Studienrat und Fechtmeister
- 1937, 31. Januar, Hans Dresig, Professor für Technische Mechanik und Autor
- 1937, 15. Februar, Gerhard Glaser, Denkmalpfleger
- 1937, 22. Juni, Gottfried Galling, † 14. August 1989, Botaniker und Hochschullehrer
- 1937, 4. Juli, Wolf-Dietrich Heß, Sportwissenschaftler, Hochschullehrer und Leichtathletikfunktionär
- 1937, 24. Juli, Wieland Ramm, Bauingenieur
- 1937, 12. August, Fritz Müller, Maler und Grafiker
- 1937, 25. August, Wolfgang Korruhn, † 2. April 2003 in Köln, Journalist, Fernsehmoderator und Autor
- 1937, 29. August, Johannes Langenhagen, Industriedesigner
- 1937, 20. September, Gerhard Adolph, Sportler, Schauspieler und Moderator
- 1937, 15. Oktober, Karl-Heinz Schulze, Schauspieler und Nachtclubbetreiber
- 1937, 26. Oktober, Kristine Hammer, Textilgestalterin
- 1937, 16. November, Helmut Brade, Bühnenbildner, Plakatgestalter und Grafikdesigner
- 1937, 2. Dezember, Dieter Kannegießer, † 19. Oktober 2019, rechtsextremer Politiker (DVU) und Mitglied des Landtages von Sachsen-Anhalt
- 1938, Rolf Händler, Maler
- 1938, Peter Koch, † 12. Mai 1989 in Florida / USA, Journalist, Chefredakteur der Illustrierten Stern
- 1938, 24. Februar, Jürgen Günther, † 30. Mai 2015 in Dresden, Comiczeichner
- 1938, 3. März, Heinz Wittig, † 15. August 2012 in Leipzig, Wasserballspieler
- 1938, 5. März, Rosmarie Trautmann, † 20. Oktober 2016 in Halle, Juristin
- 1938, 11. März, Eberhard Kull, Industriedesigner
- 1938, 19. März, Peter Heusch, † 13. April 2014 in Frankfurt am Main, Schauspieler und Regisseur
- 1938, 4. April, Wolfgang Eichler, Politiker (SPD), Staatssekretär und Mitglied des Landtages von Sachsen-Anhalt
- 1938, 16. April, Manfred Weihmann, † 24. März 2006 in Berlin-Hellersdorf, Oberst des MfS und Leiter der Verwaltung Rückwärtige Dienste
- 1938, 8. Mai, Gotthard Fuchs, katholischer Theologe
- 1938, 2. Juni, Dieter Stricksner, Fußballspieler
- 1938, 22. Juni, Günther Oehme, Chemiker
- 1938, 1. August, Volker Stephan, Veterinärmediziner und Politiker (SPD), Mitglied der Volkskammer
- 1938, 6. August, Georg Graf von Zech-Burkersroda, Unternehmer, Domherr und Dechant
- 1938, 16. August, Jürgen Guthke, † 11. April 2004 in Leipzig, Psychologe
- 1938, 16. August, Klaus-Detlef Müller, Germanist und Hochschullehrer
- 1938, 4. Oktober, Rolf Poche, Ingenieur und Funktionär (FDJ und SED), Mitglied der Volkskammer
- 1938, 7. Oktober, Walther Grunwald, Architekt, Stadtplaner und Fotograf
- 1938, 1. November, Ludwig Gerhardt, Afrikanist
- 1938, 13. Dezember, Irene Roch-Lemmer, Kunsthistorikerin und Burgenforscherin
- 1938, 14. Dezember, Jürgen Leirich, † 19. Mai 2012 in Halle, Sportwissenschaftler, Hochschullehrer und Turnfunktionär
- 1938, 18. Dezember, Wolf-Dieter Beyer, † 13. Oktober 2019, Politiker (CDU) und Mitglied des Sächsischen Landtages
- 1938, 28. Dezember, Philipp Sonntag, Wissenschaftler und Autor
- 1939, Christoph Werner, Schriftsteller, Literaturwissenschaftler und Fachübersetzer
- 1939, 22. Januar, Erika Runge, Schriftstellerin, Regisseurin und Psychotherapeutin
- 1939, 17. Februar, Volker Steinbicker, Arzt und Hochschullehrer
- 1939, 26. März, Peter Wilde, † 12. Juli 2010 in Potsdam, Maler
- 1939, 30. April, Günther Bauch, Ringer
- 1939, 1. Juni, Eggert Beleites, Hals-, Nasen- und Ohrenarzt
- 1939, 7. Juni, Hans-Christian Ströbele, † 29. August 2022 in Berlin, Politiker (GRÜNE) und Mitglied des Bundestages
- 1939, 9. Juli, Uta Seibt, Zoologin
- 1939, 13. September, Erich Weiß, † 3. August 2020, Geodät und Hochschullehrer
- 1939, 21. September, Hans-Joachim Timpe, Chemiker
- 1939, 22. September, Manfred Gabriel, Maler und Graphiker
- 1939, Oktober, Jörg Stürzebecher, † 18. Juni 2007, Chemiker
- 1939, 11. Oktober, Klaus Eichler, Präsident des Bundesvorstandes des Deutschen Turn- und Sportbundes der DDR
- 1939, Claus-Henning Hanf, Agrarökonom
- 1940, Thomas Ehricht, Komponist
- 1940, 4. Februar, Helga Reidemeister, † 29. November 2021 in Berlin, Dokumentarfilmerin
- 1940, 15. Februar, Reinhart Schmidt, † 5. April 2008 in Halle, Professor für Betriebswirtschaftslehre
- 1940, 14. März, Karl-Joachim Heinemann; † 29. Dezember 2021, Designer und Hochschullehrer
- 1940, 24. März, Erhard Jauck, Verwaltungsbeamter und Staatssekretär
- 1940, 25. April, Rolf Sperling, mehrfacher DDR-Meister im Wasserspringen
- 1940, 25. Mai, Gerhard Schwarz, Maler, Grafiker und ehemaliger Hochschullehrer
- 1940, 1. Juni, Jürgen Wernstedt, Elektroingenieur
- 1940, 4. Juni, Klaus Urbanczyk, Fußballspieler
- 1940, 24. Juni, Hans-Jürgen Haberkorn, Maler und Grafiker
- 1940, 26. Juli, Henning Tegtmeyer, † 10. Februar 2019 in Krefeld, Jurist, Ministerialrat und Studentenhistoriker
- 1940, 3. September, Otto Friedrich † 9. Juli 2008 in Forst (Lausitz), Radrennfahrer und Funktionär im Radsport
- 1940, 4. September, Wilfried Kindermann, Leichtathlet
- 1940, 6. September, Christoph Gerhardt, † 28. Dezember 2010 in Trier, Germanist und Hochschullehrer
- 1940, 11. September, Eberhard Serauky, Orientalist
- 1940, 30. September, Konrad Heldmann, Altphilologe
- 1940, 2. Oktober, Ulrich Schwarze, Jurist und Historiker
- 1940, 4. Oktober, Klaus Conrad, Wirtschaftsmathematiker und Volkswirtschaftslehrer
- 1940, 21. Oktober, Peter Stadermann, Politiker und Mitglied des Landtags von Mecklenburg-Vorpommern
- 1940, 16. November, Wolfgang Keim, Erziehungswissenschaftler
- 1940, 20. November, Klaus Blume, Sportjournalist
- 1940, 17. Dezember, Jürgen Mäder, Forstwirt und Politiker
- 1940, 31. Dezember, Jürgen Schaufuß, Politiker (SPD) und Mitglied des Landtags von Nordrhein-Westfalen

### 1941–1950
- 1941, Bernd Bankroth, † 1991 in Dippoldiswalde, Maler, Grafiker, Fotograf und Keramiker
- 1941, 7. Januar, Jörg Franke, erster Geschäftsführer der Deutschen Terminbörse
- 1941, 12. Januar, Hartmut Haubold, Paläontologe
- 1941, 3. März, Jutta Hoffmann, Schauspielerin
- 1941, 17. März, Jürgen Guddat, † 29. Mai 2018, Mathematiker und Hochschullehrer
- 1941, 10. Mai, Rüdiger Hehlmann, Leukämieforscher
- 1941, 22. Juli, Frank Sänger, Politiker (CDU) und Mitglied des Landtages von Sachsen-Anhalt
- 1941, 17. August, Ferdinand Kolberg, Gießereiingenieur und Unternehmer
- 1941, 17. August, Gotthard Dieter Teichmann, † 2024, über 60 Jahre Steintor-Varieté, Bühnenmeister und Seele des Hauses
- 1941, 27. September, Volkhard Uhlig, Basketballspieler und Basketballfunktionär
- 1941, 27. Oktober, Hartmut Schmidt, Betriebswirt und Professor für Betriebswirtschaftslehre
- 1941, 7. November, Wilfried Mühlchen, Fußballspieler
- 1941, 2. Dezember, Christian Petry, † 12. November 2018, Historiker, Sozialwissenschaftler und Pädagoge
- 1941, 16. Dezember, Hanfried Haring, Agrarwissenschaftler
- 1942, Dörte von Drigalski, Psychotherapeutin und Kinderärztin
- 1942, Klaus Zillich, Architekt, Landschaftsarchitekt, Stadtplaner
- 1942, 14. Februar, Holger Michaelis, Soziologe, Wirtschaftswissenschaftler und Professor
- 1942, 19. März, Horst Brühmann, † 12. Juni 2014 in Halle, Bildhauer
- 1942, 27. März, Jörg Büchner, Politiker (NDPD/DVU) und Mitglied des Landtages von Sachsen-Anhalt
- 1942, 29. März, Manfred Paul, Fotograf
- 1942, 22. April, Wolf Schäfer, Historiker
- 1942, 3. Juli, Hans-Georg Dorendorf, † 23. November 1998 in Halle, Politiker (CDU), Mitglied der letzten Volkskammer
- 1942, 24. August, Ernst-Joachim Küppers, † 4. Februar 2025 in Herne, Schwimmer
- 1942, 29. August, Hans-Georg Sehrt, † 4. August 2019 in Halle, Kunsthistoriker
- 1942, 18. September, Ingeborg Hischer, Konzertsängerin und Gesanglehrerin
- 1942, 25. September, Christian Gehlsen, Politiker (PDS) und Mitglied des Landtages von Brandenburg
- 1942, 11. November, Helmut Uhlig, Basketball-Nationalspieler (DBV und DBB) sowie Teilnehmer Olympische Sommerspiele 1972
- 1942, 4. Dezember, Hans Schulz, Fußballspieler
- 1942, 27. Dezember, Jürgen Jeglitza, Fußballspieler; geboren in Diemitz
- 1943, Anselm Weidner, Journalist und Hörfunkautor
- 1943, 1. Januar, Volkmar Strauch, † 9. April 2009, Politiker (SPD) und Staatssekretär des Landes Berlin
- 1943, 5. Januar, Hedda Gehm, † 1. Januar 2024, Dramaturgin für Animationsfilme
- 1943, 28. Januar, Hans-Ulrich Graßhoff, Volleyballspieler und -trainer
- 1943, 21. Mai, Michael Buckmiller, Politologe
- 1943, 29. Mai, Elke Lindemann, Politikerin (SPD) und Mitglied des Landtages von Sachsen-Anhalt
- 1943, 22. Juni, Marita Lange, Leichtathletin
- 1943, 4. Juli, Conny Bauer, Posaunist und Jazz-Musiker
- 1943, 7. Juli, Dithard von Rabenau, Karikaturist
- 1943, 15. Juli, Wolf-Dietrich Brettschneider, Sportwissenschaftler
- 1943, 4. August, Rainer Büsching, Sänger
- 1943, 2. September, Jutta Motz, † 17. Mai 2019, Krimi-Schriftstellerin
- 1943, 3. September, Hans Darmstadt, Kirchenmusiker, Komponist und Hochschullehrer
- 1943, 9. Oktober, Herrad Spilling, Philologin
- 1943, 2. Dezember, Hermann Alois Baum, Philosoph und Hochschullehrer
- 1943, 18. Dezember, Peter Arlt, Schriftsteller, Kunstwissenschaftler, Kunstkritiker und Publizist
- 1944, Gitta-Kristine Hennig, Kunsthistorikerin
- 1944, Klaus-Peter Riemer, Konzertflötist und Dozent an der Staatlichen Hochschule für Musik Rheinland
- 1944, 2. Januar, Hans-Joachim Kertscher, Literaturwissenschaftler und Hochschullehrer
- 1944, 4. Februar, Bernd Löhning, Jurist und Staatssekretär
- 1944, 21. Februar, Alfons Wilding, Bürgerrechtler und Autor
- 1944, 18. August, Bodo Wolf, † 24. November 2023, Schauspieler und Synchronsprecher
- 1944, 24. September, Bernd Bransch, † 11. Juni 2022, Fußballspieler
- 1944, 12. Oktober, Jens Harms, † 1. Dezember 2016 in Berlin, Wirtschaftswissenschaftler, Präsident des Rechnungshofes von Berlin
- 1945, Peter Sauerbaum, Jurist und Kulturmanager
- 1945, 23. Januar, Harald Klyk, Radio- und Fernsehmoderator
- 1945, 28. Februar, Martin Wentz, Politiker (SPD), Physiker, Stadtplaner und Hochschullehrer
- 1945, 16. März, Ulrich Schumann, Meteorologe und Hochschullehrer
- 1945, 23. März, Elke Austenat, Ärztin und Autorin
- 1945, 6. April, Ulrich Bergmann, Schriftsteller
- 1945, 11. Mai, Ingelore Lohse, Leichtathletin
- 1945, 14. Juni, Uwe Bicker, Onkologe
- 1945, 19. Juni, Nina, † 7. April 2005 in Wilhelmshaven, Schlagersängerin („Nina & Mike“)
- 1945, 25. Juni, Hartwig Balzer, Jurist
- 1945, 5. Juli, Bernhard von Grünberg, Politiker (SPD) und Mitglied des Landtages in Nordrhein-Westfalen
- 1945, 16. Juli, Bernd Nilius, Physiologe und Zellbiologe
- 1945, 3. September, Klaus von Krosigk, Gartenbauhistoriker
- 1945, 12. September, Dirk Brouër, † 24. November 2016 in Potsdam, Ministerialbeamter und Direktor des Bundesrates
- 1945, 13. Oktober, Peter Reichenberger, † 26. Juli 2004 in Köln, Maler
- 1946, 7. März, Bert Franzke, Schauspieler und Synchronsprecher
- 1946, 30. April, Lothar Kuhn, † 13. Januar 2017, Szenenbildner und Architekt
- 1946, 6. Juni, Wolfram Dorn, Tierarzt, Hochschullehrer und Direktor des Institutes für Ernährungswissenschaften Jena
- 1946, 13. November, Katrin Eigenfeld, Vertreterin der Oppositionsbewegung der DDR
- 1946, 19. Dezember, Roland Sessner, Mathematiker, Hochschullehrer und Politiker (CDU), Mitglied des Landtages in Brandenburg
- 1947, Matthias Günther, Schauspieler und Hochschullehrer
- 1947, 15. Januar, Heinz Körner, Schriftsteller
- 1947, 14. Februar, Uwe Pfeifer, Maler und Grafiker
- 1947, 23. April, Henner Barthel, Sprachwissenschaftler
- 1947, 11. Juni, Christa Mühl, † 14. Oktober 2019 in Berlin, Regisseurin, Drehbuchautorin und Schriftstellerin
- 1947, 24. September, Katrin Lindner, Sängerin und Malerin
- 1947, 30. September, Hans Mondorf, Diplomat und Generalkonsul
- 1947, 5. November, Winfried Völlger, Schriftsteller
- 1948, Gunther Hoffmann, Radrennfahrer
- 1948, 6. Februar, Klaus-Dieter Boelssen, Fußballspieler
- 1948, 18. März, Jörg-Dietrich Kamischke, † 7. Februar 2025, Landrat
- 1948, 11. April, Klaus Jürgen Berthold, Schriftsteller und Gymnasiallehrer
- 1948, 2. Juni, Cornelius Steckner, Kulturhistoriker
- 1948, 24. Juli, Jürgen Hildebrand, Handballtrainer und Handballspieler
- 1948, 18. September, Hartmut Hirsch-Kreinsen, Soziologe
- 1948, 7. Oktober, Martin Hoffmann, Grafiker
- 1949, Michael Knof, Film- und Fernsehregisseur
- 1949, Monika Stenzel, Schauspielerin
- 1949, 17. März, Uwe Lühr, Politiker (FDP)
- 1949, 12. Juli, Susanne Jaffke-Witt, Politikerin (CDU) und Mitglied des Bundestages
- 1949, 20. September, Gerd Siebecke, Verleger und Autor
- 1949, 18. Oktober, Martin-Leo Hansmann, Pathologe und Hochschullehrer
- 1949, 25. Oktober, Rolf Krohn, Schriftsteller
- 1949, 11. Dezember, Christine Weiske, Politikerin (Grüne) und Bundesvorstandssprecherin der Grünen
- 1950, Angelika Glodde, Rennreiterin und Galopptrainerin
- 1950, Volker Henze, Maler, Grafiker und Bildhauer
- 1950, Reinhard Schmitt, Denkmalpfleger und Burgenforscher
- 1950, 18. Januar, Wolfgang Dahms, Schriftsteller
- 1950, 10. März, Blanche Kommerell, Schauspielerin und Autorin
- 1950, 15. April, Roland Scholz, Mathematiker, Psychologe und Hochschullehrer
- 1950, 1. Juli, Konrad Breitenborn, Historiker und Politiker (FDP) und Mitglied des Landtages von Sachsen-Anhalt
- 1950, 20. August, Petra Kandarr, † 12. März 2017 in Karlsruhe, Sprinterin
- 1950, 29. August, Wolfgang Albert, Mediziner und Hochschullehrer
- 1950, 1. September, Heidemarie Ehlert, Politikerin (Die Linke) und Mitglied des Bundestages
- 1950, 1. September, Burkhard Niering, † 5. Januar 1974 in Berlin, Volkspolizist und Todesopfer der Berliner Mauer,
- 1950, 8. September, Michael Leja, Politiker (CDU), Mitglied der Volkskammer und des Bundestages
- 1950, 22. Oktober, Stefan Wolle, Historiker
- 1950, 29. Oktober, Michael Heckert, expressionistischer Maler
- 1950, 24. November, Guido Herz, Diplomat und Generalkonsul

### 1951–1960
- 1951, Thomas Knauf, Drehbuchautor
- 1951, Volker Petzold, Betriebswirt, Filmhistoriker und Autor
- 1951, Roswitha Schlesinger, Politikerin (PDS) und Mitglied des Landtages von Brandenburg
- 1951, 16. Januar, Peter Urban-Halle, Literaturkritiker und Übersetzer
- 1951, 21. Januar, Wolfgang Bordel, † 28. Oktober 2022, Theaterintendant
- 1951, 14. April, Henri Deparade, Maler, Grafiker und Hochschullehrer
- 1951, 26. Juni, Joseph W. Huber, Künstler
- 1951, 26. Juni, Helge Trimpert, Filmregisseur, Dokumentarfilmer und Autor
- 1951, 19. November, Gerhard Feige, Bischof von Magdeburg
- 1952, Gerhart Darmstadt, Cellist, Dirigent und Hochschullehrer
- 1952, Anne Knabe, Regisseurin und Fernsehproduzentin
- 1952, Wolfgang Schwarz, Politikwissenschaftler und Autor
- 1952, 21. Januar, Claudia Koch-Brandt, Biochemikerin
- 1952, 31. Januar, Ulrich Eichler, Politiker (CDU) und Mitglied im Abgeordnetenhaus von Berlin
- 1952, 31. Januar, Knut Müller, Fotograf
- 1952, 1. Juni, Johannes Lerle, lutherischer Theologe, Abtreibungsgegner, Holocaustleugner und Islamkritiker
- 1952, 6. Juli, Michael Zeuske, Historiker
- 1952, 8. Juli, Ulrich Wehling, Skisportler
- 1952, 21. Juli, Rainer Philipp, † 21. November 2013 in Halle, Denkmalpfleger
- 1952, 10. September, Christina Seidel, Autorin
- 1952, 27. September, Andreas Kühne, Wissenschaftshistoriker
- 1952, 26. Dezember, Jörg Kowalski, Schriftsteller und Architekt
- 1953, Hans-Jörg Schmidt, deutscher und tschechischer Journalist und Autor
- 1953, Andreas Schwantge, Evangelist und Autor
- 1953, 13. März, Matthias Gabriel, Politiker (SPD), Staatssekretär und Oberbürgermeister von Halberstadt
- 1953, 14. März, Ann-Elisabeth Wolff, Musikwissenschaftlerin und Theatermanagerin
- 1953, 23. März, Brunhilde Liebrecht, Politikerin (CDU) und Mitglied des Landtages von Sachsen-Anhalt
- 1953, 2. April, Reinhard Siegmund-Schultze, Mathematikhistoriker
- 1953, 11. April, Jürgen Bentzius, Politiker (SPD), Bürgermeister von Stadt Harzgerode
- 1953, 9. Mai, Karl-Dietrich Diers, Radsportler
- 1953, 17. Mai, Gisela Burkhardt-Holicki, Wirtschaftswissenschaftlerin und Politikerin (Die Linke)
- 1953, 23. Juli, Michael Kind, Film- und Theaterschauspieler
- 1953, 2. August, Bernhard Bönisch, Politiker (CDU) und Mitglied des Landtages von Sachsen-Anhalt
- 1953, 13. September, Günther Krause, Politiker (CDU), Mitglied der Volkskammer und des Bundestages, Bundesverkehrsminister
- 1954, Petra Boden, Germanistin
- 1954, Ulrich Faure, Redakteur, Publizist und Herausgeber
- 1954, Markus Mode, Archäologe und Zentralasien-Forscher
- 1954, Christian Sachse, Politologe, Theologe, Historiker und Publizist
- 1954, 22. Februar, Jürgen Köhler, Zeichner
- 1954, 10. April, Angelika Hellmann, Geräteturnerin
- 1954, 5. Juni, Steffi Deparade-Becker, Malerin und Grafikerin
- 1954, 22. Juli, Johannes Bauer, † 6. Mai 2016 in Berlin, Posaunist und Komponist des Free Jazz
- 1954, 5. Oktober, Sabine Klenke, Politikerin (CDU) und Mitglied des Landtages von Sachsen-Anhalt
- 1954, 8. Dezember, Christina Schröder, Psychologin
- 1955, Hermann Ansorge, Biologe und Zoologe
- 1955, Annette von Boetticher, Historikerin, Autorin und Herausgeberin
- 1955, Hans Martin Sewcz, Fotograf und Konzeptkünstler
- 1955, 14. Januar, Dieter Strozniak, Fußballspieler und Trainer
- 1955, 1. Februar, Nicolaus Richter de Vroe, Komponist und Violinist
- 1955, 7. Februar, Thomas Kade, Schriftsteller
- 1955, 8. März, Ulli Schwinge, Sänger und Komponist
- 1955, 15. März, Joachim Fritz-Vannahme, Journalist und Autor
- 1955, 25. März, Peter W. Bachmann, Schauspieler
- 1955, 7. April, Albrecht Schröter, Politiker (SPD) und ehemaliger Oberbürgermeister von Jena
- 1955, 12. April, Martina Emsel, Sprach- und Übersetzungswissenschaftlerin
- 1955, 25. April, Thomas Fritz, Schriftsteller und Dramaturg
- 1955, 13. Mai, Annett Wagner-Michel, Schachspielerin
- 1955, 18. Juni, Wolfgang Blaschke, † 21. Januar 2021 in Leipzig, Fotograf
- 1955, 4. Juli, Alf-Gerd Deckert, Skilangläufer
- 1955, 19. Juli, Uwe Lorenz, Fußballspieler
- 1955, 18. August, Annette Leonhardt, Pädagogin
- 1955, 7. September, Eva Maria Pieckert, Schlagersängerin
- 1955, 16. September, Regina Kittler, Politikerin (Die Linke) und Mitglied des Abgeordnetenhauses von Berlin
- 1955, 8. Oktober, Moritz Reichelt, Maler und Musiker
- 1955, 23. Oktober, Reinhard Radsch, Fußballspieler
- 1955, 28. Oktober, Detlef Hörold, Entertainer und Musiker
- 1955, 9. November, Volker Dietzel, Autor und Regisseur
- 1956, Lutz Harder, Synchron- und Hörspielsprecher, Schauspieler und Puppenspieler
- 1956, Michael Heinze, Politiker (Die Linke) und Bürgermeister von Schönberg
- 1956, Wieland Krause, Künstler
- 1956, 1. Januar, Jürgen Breuste, Stadtökologe und Geograph
- 1956, 19. Januar, Michael Köhler, Chemiker und Hochschullehrer
- 1956, 7. Februar, Manfred Lohöfener, Ingenieur und Hochschullehrer
- 1956, 6. März, Ullrich Sierau, Politiker (SPD) und Oberbürgermeister von Dortmund
- 1956, 19. April, Klaus-Peter Möllmann, Physiker
- 1956, 4. Mai, Kersten Neisser, Ruderin
- 1956, 6. Mai, Peter Syring, Ringer
- 1956, 21. Juni, Hans Krech, Historiker, Nahost-Experte und Schriftsteller
- 1956, 27. Juni, Axel Gärtner, Schauspieler
- 1956, 11. Juli, Frank Lohse, † April 2015, Politiker (SPD), Mitglied des Landtages von Mecklenburg-Vorpommern und Autor
- 1956, 27. Juli, Konrad Engel, Mathematiker und Hochschullehrer
- 1956, 10. August, Bertram Zwanziger, Jurist, Richter am Bundesarbeitsgericht
- 1956, 18. August, Heike Jonca, Schauspielerin
- 1956, 14. September, Konstanze Musketa, Musikwissenschaftlerin, Leiterin der Bibliothek der Stiftung Händelhaus
- 1957, Bettina Dausien, Erziehungswissenschaftlerin und Hochschullehrerin
- 1957, Claudia Fraas, Linguistikerin, Medienwissenschaftlerin und Hochschullehrerin
- 1957, Richard Raatzsch, Philosoph und Professor für Praktische Philosophie
- 1957, 21. Juni, Frank Quilitzsch, Journalist und Schriftsteller
- 1957, 27. Oktober, Roland Demmer, Fußballspieler
- 1957, 7. Dezember, Frank Pastor, Fußballspieler
- 1958, Christine Rost, Ärztin und Fachautorin
- 1958, Götz Schulte, Schauspieler und Hörspielsprecher
- 1958, 2. Januar, Rüdiger Giebler, Maler, Grafiker und Autor
- 1958, 3. März, Thomas Keindorf, Politiker (CDU) und Mitglied des Landtages von Sachsen-Anhalt
- 1958, 5. Juni, Viola-Bianka Kießling, Musikwissenschaftlerin und Autorin
- 1958, 19. September, Michael Reissig, Mathematiker und Hochschullehrer
- 1958, 15. Oktober, Uwe Bönsch, Schachgroßmeister und Bundestrainer des Deutschen Schachbundes
- 1958, 23. Oktober, Axel Krause, Maler und Grafiker
- 1959, 14. Januar, Thomas Braune, Journalist und Regierungssprecher
- 1959, 4. Februar, Cornelia Pieper, Politikerin (FDP), Staatsministerin, Mitglied des Landtages von Sachsen-Anhalt und des Bundestages
- 1959, 25. Februar, Andreas Fincke, Hochschulpfarrer und Leiter der Evangelischen Stadtakademie Erfurt
- 1959, 25. April, Gert Gawellek, Brigadegeneral des Heeres
- 1959, 11. Mai, Kerstin Lauterbach, Politikerin (Die Linke) und Mitglied des Landtages von Sachsen
- 1959, 17. Juni, Reinmar Henschke, Pianist und Komponist
- 1959, 27. Juli, Andreas Neugeboren, Theaterschauspieler, Journalist und Fernsehmoderator
- 1959, 22. August, Rolf Zimmermann, † 13. Juni 2008 in Dresden, Architekt und Denkmalpfleger
- 1959, 28. August, Hans-Joachim Mogalle, Leichtathlet
- 1959, 11. November, Konrad Döring, Politiker (PDS, Die Linke) und Mitglied des Landtages von Mecklenburg-Vorpommern
- 1960, Andreas Hartmann, Violinist und Konzertmeister
- 1960, Thomas Reichstein, Bildhauer
- 1960, Mathias Ullmann, Historiker, Autor und Musiker
- 1960, 2. Februar, Matthias Rataiczyk, Maler und Grafiker
- 1960, 16. März, Stephanie-Gerrit Bruer, Klassische Archäologin und Museumsdirektorin
- 1960, 3. April, Cornelia Jacob, Eisschnellläuferin
- 1960, 16. April, Anke Gebert, Autorin
- 1960, 26. April, Andreas Maercker, Psychologe und Professor für Psychologe
- 1960, 3. Mai, Steffen Schleiermacher, Komponist, Pianist und Dirigent
- 1960, 14. Juli, Kilian Nauhaus, Kirchenmusiker und Autor
- 1960, 28. Juli, Ronald Gruner, Diplompolitologe und Schriftsteller
- 1960, 10. September, Ralf Schmidt alias IC Falkenberg, Sänger und Komponist
- 1960, 29. Oktober, Lutz Franke, Politiker (FDP) und Mitglied des Landtages von Sachsen-Anhalt
- 1960, 13. Dezember, Hendrik Schubert, Biologe und Professor für Ökologie

### 1961–1970
- 1961, Angela Fritzsch, Fernsehmoderatorin
- 1961, 22. Januar, Wieland Meinhold, Organist
- 1961, 22. März, Andreas Schachtschneider, Politiker (CDU) und Mitglied des Landtages von Sachsen-Anhalt
- 1961, 26. März, Susanne Daubner, Fernsehmoderatorin und Nachrichtensprecherin
- 1961, 26. März, Michael Weihe, Bildhauer
- 1961, 31. März, Manfred Deckert, Skispringer und Oberbürgermeister in Auerbach/Vogtl.
- 1961, 6. Juni, Franz Jäger, Kunsthistoriker
- 1961, 4. September, Ralf Schreiber, Politiker (CDU), Oberbürgermeister in Mittweida
- 1961, 19. September, Iris Spranger, Politikerin (SPD), Staatssekretärin und Mitglied des Abgeordnetenhauses von Berlin
- 1961, 29. September, Jörg Günter Brochnow, Rechtsanwalt, Landesvorsitzender der Jungen Union in Sachsen-Anhalt und Mitglied der Volkskammer
- 1961, 6. Oktober, Nikolaus Voss, politischer Beamter und Staatssekretär
- 1962, Cornelia Grotsch, Theaterschauspielerin und Sprecherin
- 1962, Wilko Müller junior, Science-Fiction- und Fantasy-Autor
- 1962, Olaf Nicolai, Künstler
- 1962, 29. März, Birgit Süß, Geräteturnerin
- 1962, 16. Mai, Carmela Schmidt, Schwimmerin
- 1962, 23. Juni, Jan Freiheit, Barockcellist und Gambist
- 1962, 27. Juni, Thomas Würdisch, Politiker (SPD), Mitglied des Landtages von Mecklenburg-Vorpommern
- 1962, 15. Juli, Jens Bullerjahn, † 26. November 2022 in Eisleben, Politiker (SPD), Mitglied des Landtages, stellvertretender Ministerpräsident und Finanzminister von Sachsen-Anhalt
- 1962, 18. Juli, Axel Gebhardt, Komponist und Pianist
- 1962, 20. Juli, Dorothea Sommer, Bibliothekarin
- 1962, 31. August, Andres Jäschke, Chemiker und Professor für Pharmazeutische und Bioorganische Chemie
- 1962, 17. September, Iris Mai, Schachspielerin
- 1963, Martin Rost, Organist
- 1963, 12. Juni, Frank Bommersbach, Politiker (CDU) und Mitglied des Landtages von Sachsen-Anhalt
- 1963, 1. August, Jan Emendörfer, Journalist
- 1963, 5. September, Sebastian Herzfeld, Komponist und Musiker
- 1963, 30. September, Olaf Martens, Fotograf
- 1963, 22. Oktober, Angela Kolb-Janssen, Politikerin (SPD), Mitglied des Landtages und Justizministerin von Sachsen-Anhalt
- 1963, 1. Dezember, Jochen Pietzsch, Rennrodler
- 1964, Thomas Leu, Metallbildhauer
- 1964, Lukas Nickel, Kunsthistoriker, Sinologe und Hochschullehrer
- 1964, 9. Februar, Arnd Czapek, Politiker (CDU) und Mitglied des Landtages von Sachsen-Anhalt
- 1964, 18. April, Skadi Walter, Eisschnellläuferin
- 1964, 26. Juli, Moritz Götze, Maler, Grafiker, Email- und Objektkünstler
- 1964, 23. August, Miriam Margraf, Schriftstellerin, Übersetzerin und Musikkritikerin
- 1964, 30. September, Michael Beleites, Landwirt und Mitbegründer der Umweltbewegung in der DDR
- 1964, 7. Oktober, Mathias Schersing, Sprinter
- 1965, Ulf Dräger, Numismatiker und Museologe
- 1965, Gerhild Ebel, Künstlerin, Autorin und Herausgeberin
- 1965, Tim Herden, Fernsehjournalist und Krimi-Autor
- 1965 Olaf Deutschmann, Physiker, Professor für Chemische Technologie
- 1965, Bernd Schober, Oboist
- 1965, 14. Februar, Andreas Stähle, Kanute
- 1965, 25. April, Jens Adler, Fußballspieler
- 1965, 12. August, Peter Fitzek, Gründer des Fantasiestaates „Königreich Deutschland“
- 1965, 16. August, Steffen Haage, Wasserspringer
- 1966, Michael Bergunder, Religionswissenschaftler und Theologe
- 1966, Henning Peker, Schauspieler
- 1966, Grit Seymour, Modedesignerin und Hochschullehrerin
- 1966, Dagmar Sitte, Schauspielerin
- 1966, 4. Januar, Udo Grashoff, Schriftsteller und Historiker
- 1966, 22. Februar, Stefan Mädicke, Regattasegler
- 1966, 14. April, Frank Mappes, Fußballspieler
- 1966, 4. Juni, Annett Hesselbarth, Leichtathletin
- 1966, 17. Juni, Uta Kummer, Politikerin (SPD) und Mitglied der Bürgerschaft von Bremen
- 1966, 18. Oktober, Dirk Görlich, Biochemiker und Hochschullehrer
- 1966, 27. November, Dirk Bierbaß, Autor und Lyriker
- 1967, Kurt Fricke, Historiker, Verlagslektor und Autor
- 1967, Sylvia Wolff, Schauspielerin
- 1967, 23. März, Johannes Beleites, Jurist, Landesbeauftragter des Landes Sachsen-Anhalt zur Aufarbeitung der SED-Diktatur
- 1967, 5. Mai, Frank Junge, Politiker (SPD), Mitglied des Bundestages
- 1967, 27. Mai, Kai Pflaume, Fernsehmoderator
- 1967, 21. November, Andreas Silbersack, Politiker (FDP)
- 1967, 2. Dezember, Hans Gstöttner, Ringer
- 1968, 28. März, Ina Bleiweiß, Schauspielerin und Schauspiel-Disponentin
- 1968, 3. September, Olaf Parusel, Komponist, Filmkomponist und Musiker
- 1968, 27. September, Steffen Rein, Radrennfahrer, Radsporttrainer und -veranstalter
- 1968, 7. Oktober, Anke Reiffenstuel, Diplomatin
- 1968, 18. November, Christian Hübner, Physiker und Hochschullehrer
- 1968, 8. Dezember, Uwe Fischer, Radiomoderator (Böttcher & Fischer)
- 1968, 27. Dezember, Jörg Nowotny, Fußballspieler
- 1968, 30. Dezember, Henning Schluß, Erziehungswissenschaftler und Theologe
- 1969, Johannes Gebhardt, Organist, Pianist, Cembalist und Komponist
- 1969, Christian Krech, Klarinettist
- 1969, 16. Januar, Franka Lampe, † 6. Januar 2016 in Insul, Akkordeonistin und Interpretin jiddischer Lieder
- 1969, März, Tilman Günther, Schauspieler
- 1969, 4. März, Ulf Quell, Volleyballspieler und Volleyballtrainer
- 1969, 11. März, Anja Daniela Wagner, Opernsängerin und Fotografin
- 1969, 2. April, Hendrik Herzog, Fußballspieler
- 1969, 12. Mai, Gundula Heinatz, Schachspielerin
- 1969, 7. Juni, Kerstin Müller, Ruderin
- 1969, 15. Juli, Hendrik Richter, Ingenieur und Professor für Regelungstechnik
- 1969, 22. September, Franziska Pietsch, Violinistin
- 1970, Frank Hannig, Rechtsanwalt und Vlogger
- 1970, Panja Mücke, Musikwissenschaftlerin, Hochschullehrerin
- 1970, Natascha Paulick, Schauspielerin
- 1970, Peter Ulrich Weiß, Historiker
- 1970, 6. Februar, Jan Gürtler, Rollstuhl-Tischtennisspieler
- 1970, 18. März, Frank Ebert, DDR-Oppositioneller und Mitbegründer des Archivs der DDR-Opposition
- 1970, 17. April, Ulrike Trebesius, Politikerin (ALFA) und Mitglied des Europäischen Parlaments
- 1970, 24. April, Volly Tanner, Schriftsteller, Journalist und Sänger
- 1970, 13. Mai, Christian Schmidt, Schauspieler
- 1970, 17. August, Thomas Weiß, Fußballtorwart
- 1970, 30. August, Jochen Bathe, Unihockeyspieler und Trainer
- 1970, 8. September, Claudius Dreilich, Rocksänger
- 1970, 21. September, Uta Georgi, Journalistin und Fernsehmoderatorin
- 1970, 14. Dezember, Uta Opelt, Politikerin (AfD)

### 1971–1980
- 1971, Evelyn Finger, Journalistin
- 1971, Dirk Neubauer, Politiker, Bürgermeister von Augustusburg (2013–2022) und Landrat von Mittelsachsen seit August 2022
- 1971, Christian Zeigermann, Architekt
- 1971, 11. April, Ute Schwager, Wasserspringerin
- 1971, 11. Juni, Ines Kuba, Fotomodell, Miss Germany (1991)
- 1971, 12. Juni, Matthias Drescher, Filmproduzent und Drehbuchautor
- 1971, 2. Juli, Sven Grawunder, Linguist, Phonetiker und Hochschullehrer
- 1971, 4. August, Christian Lohse, Fotograf
- 1972, Jackie Thomae, Autorin
- 1972, 19. April, Stefan Kolbe, Dokumentarfilmer
- 1972, 5. Mai, Ralf Böhme, Handballspieler und Handballtrainer
- 1972, 6. Juni, Dirk Dzemski, Boxer und Boxtrainer
- 1972, 19. Juli, Antonia Kaloff, Hörfunkmoderatorin und Sprecherzieherin
- 1972, 6. August, Stephan Pabst, Literaturwissenschaftler
- 1973, Antje Langer, Erziehungswissenschaftlerin
- 1973, Carsten Michaelis, Politiker (CDU)
- 1973, Michael Scheffler, Politiker (CDU)
- 1973, 19. Januar, Silvio Meißner, Fußballspieler
- 1973, 16. März, Stefan Matz, Handballspieler und Handballtrainer
- 1973, 4. April, Alexander Raue, Politiker (AfD) und Mitglied des Landtages von Sachsen-Anhalt
- 1973, 27. August, Thuon Burtevitz, Komponistin
- 1973, 8. November, Winnie Böwe, Schauspielerin und Opernsängerin
- 1973, 22. Dezember, Swen Knöchel, Politiker (Die Linke) und Mitglied des Landtages von Sachsen-Anhalt
- 1974, Daniel Bohse, Historiker
- 1974, Daniel Borgwardt, Schauspieler
- 1974, 13. Januar, Christoph Bouet, Maler und Musiker
- 1974, 28. Februar, Thomas Ihle, Entomologe und Zoologe
- 1974, 9. März, Jörg Emmerich, Fußballspieler
- 1974, 24. April, Christian Schiller, Autor und Regisseur
- 1974, 7. Mai, Friedemann Scholze, Politiker (FDP) und Mitglied des Landtages von Sachsen-Anhalt
- 1974, 22. Mai, Benjamin Schmidt, Jurist und Richter am Bundessozialgericht
- 1974, 28. Mai, Anne Manzek, Künstlerin und Illustratorin
- 1975, Gerrit Deutschländer, Historiker
- 1975, Paula Dombrowski, Schauspielerin
- 1975, Bettina Fanghänel, Diplomatin und Botschafterin
- 1975, Marianna Linden, Schauspielerin
- 1975, Florian Schröder, Politiker (AfD) und Mitglied des Landtages von Sachsen-Anhalt
- 1975, 17. Februar, Alke Dietel, Basketballspielerin
- 1975, 13. April, Torsten Spanneberg, Schwimmer
- 1975, 13. April, Susanne Theumer, Künstlerin, Grafikerin und Buchillustratorin
- 1975, 14. April, Tino Kolitscher, Behindertensportler
- 1975, 9. September, Jörg Ludewig, Radrennfahrer
- 1975, 19. Dezember, David Dorad, DJ und Musikproduzent
- 1976, Claudia Berg, Grafikerin und Malerin
- 1976, Dana Brandt, Autorin
- 1976, Clemens Koehn, Althistoriker
- 1976, Andreas Nüchter, Informatiker und Hochschullehrer
- 1976, 10. Januar, Annett Kamenz, Duathletin und Triathletin
- 1976, 2. Mai, Cordelia Wege, Film- und Theaterschauspielerin
- 1976, 5. Juni, Oliver Krause, Basketballschiedsrichter
- 1976, 28. Juli, Lutz Heimann, Rettungssportler
- 1976, 6. September, Marc Kühne, Bobfahrer
- 1976, 21. September, Jana Kandarr, Tennisspielerin
- 1976, 5. Dezember, Mariam Kurth, Schauspielerin und Synchronsprecherin
- 1977, Michael Hecht, Historiker und Hochschullehrer
- 1977, Andreas Reuther, Schauspieler
- 1977, 31. Mai, Abroo, Rapper
- 1977, 16. Juni, Ronald Hande, Politiker (Die Linke) und Mitglied im Landtag von Thüringen
- 1977, 20. August, Clemens Meyer, Schriftsteller
- 1977, 2. September, Marco Siesing, Politiker (CDU)
- 1978, Sara Fonseca, Schauspielerin und Musicaldarstellerin
- 1978, Christian Odzuck, Bildhauer
- 1978, 18. Januar, Urs Rechn, Regisseur und Schauspieler
- 1978, 17. Mai, Falk Cierpinski, Langstreckenläufer
- 1978, 1. Juli, Katja Konschak, Triathletin
- 1978, 29. August, Michael Laurenz, Opernsänger (Tenor)
- 1978, 14. Oktober, Alexander Vogt, Oberbürgermeister
- 1978, 16. November, Conny Pohlers, Fußballspielerin
- 1978, 12. Dezember, Sven Gatter, Fotograf
- 1979, Christian Fuchs, Journalist und Autor
- 1979, Benedikt Hübner, Kontrabassspieler
- 1979, 10. Januar, Alexander Szameit, Physiker
- 1979, 3. Juli, Heike Renner, Schlagersängerin und Moderatorin
- 1979, 10. September, Daniel Meyer, Fußballtrainer und Jurist
- 1979, 13. Dezember, Norman Schuster, Boxer
- 1980, Babett Grube, Theaterregisseurin
- 1980, Rebekka Alexandra Klein, evangelische Theologin
- 1980, 2. September, Stefan Selle, Basketballspieler
- 1980, 18. Oktober, Franziska Knabenreich, Hundestylistin, Fernsehmoderatorin, Buchautorin und Bloggerin
- 1980, 27. November, Nicole Fetting, Volleyballspielerin
- 1980, 4. Dezember, Stefan Pfannmöller, Kanute

### 1981–1990
- 1981, Friederike Linke, Theater- und Fernsehschauspielerin
- 1981, Thomas Rackwitz, Schriftsteller und Lyriker
- 1981, Katrin Röver, Schauspielerin
- 1981, 23. Februar, Christian Schöne, Handballspieler
- 1981, 25. März, Uli Brömme, Duathletin und Triathletin
- 1981, 19. April, Thorsten Winkelmann, Politikwissenschaftler
- 1981, 24. April, Marie Friederike Schöder, Sängerin
- 1981, 3. Mai, Stefan Henze; † 15. August 2016 in Rio de Janeiro, Kanute
- 1981, 29. Mai, Uta Kargel, Theater- und Filmschauspielerin
- 1981, 3. Juni, Sebastian Striegel, Politiker (Bündnis 90/Die Grünen) und Mitglied des Landtages von Sachsen-Anhalt
- 1981, 11. September, Marcus Becker, Kanute
- 1981, 22. November, Richard Breitengraser, Moderator, Journalist und Redakteur
- 1982, Stefan Neubert, Dirigent und Kapellmeister
- 1982, 18. Februar, Christian Tiffert, Fußballspieler
- 1982, 16. Mai, Heide Wollert, Judoka
- 1982, 16. Juni, Christoph Letkowski, Schauspieler
- 1982, 17. September, Johannes Krell, Dokumentarfilmer und Sounddesigner
- 1982, 20. September, Andreas Hoffmann, Politiker (Bündnis 90/Die Grünen) und Mitglied des Landtages von Niedersachsen
- 1982, 14. Oktober, Katja Winger, Archäologin
- 1983, Anne Jentsch, deutsch-sorbische Autorin
- 1983, Juliane Leopold, Journalistin
- 1983, Meg Pfeiffer, Singer-Songwriterin
- 1983, Selina Peterson, Grafikerin und Illustratorin
- 1983, Marten Schech, Bildhauer, Installationskünstler und Schlagzeuger
- 1983, 13. April, Conny Waßmuth, Kanutin
- 1983, 25. April, Dorothea Richter, Basketballspielerin
- 1983, 4. Mai, Juliane Höhne, Basketballspielerin
- 1983, 18. Mai, Peter Fehse, Basketballspieler
- 1983, 19. Juni, Seraphina Kalze, Fernsehmoderatorin und Sängerin
- 1983, 23. August, Claudia Malzahn, Judoka
- 1983, 6. Oktober, Kristina Schippling, Filmregisseurin und Schriftstellerin
- 1983, 22. Oktober, Florian Lüdike, Volleyball- und Beachvolleyballspieler
- 1983, 7. November, Erik Hahn, Rechtswissenschaftler und Hochschullehrer
- 1983, 26. November, Patrick Wanzek, Politiker (SPD) und Mitglied des Landtages von Sachsen-Anhalt
- 1984, Matthias Jügler, Schriftsteller und Herausgeber
- 1984, 5. Januar, André Meyer, Fußballtrainer
- 1984, 24. Februar, Maik Berger, Basketballspieler und -trainer
- 1984, 26. April, Martin Delius, Politiker (Piratenpartei) und Mitglied im Abgeordnetenhaus von Berlin
- 1984, 2. Mai, Claudia Kurver, Musikerin, Sängerin, Songwriterin und Komponistin
- 1984, 8. Mai, Henriette Quade, Politikerin (Linke) und Mitglied des Landtages von Sachsen-Anhalt
- 1984, 8. Juli, Sven Hartwig, Fußballspieler
- 1984, 9. September, Katja Dieckow, Wasserspringerin
- 1984, 12. September, Sissy Metzschke, Radio- und Fernsehmoderatorin
- 1984, 5. Oktober, Stephan Jurichs, Schauspieler
- 1984, 5. November, Jay Gard, Künstler
- 1984, 6. November, Thomas Springer, deutsch-österreichischer Triathlet
- 1984, 31. Dezember, Paul A. Meyer, Maler, Grafiker, Video- und Medienkünstler
- 1985, Susanne Beck, Ägyptologin
- 1985, Christoph Eydt, Autor und Ghostwriter
- 1985, Sebastian Friedrich, Journalist und Publizist
- 1985, 7. Februar, Erik Pfannmöller, Slalom-Kanute
- 1985, 22. Februar, Franz Lenski, Schauspieler
- 1985, 16. Mai, Steve Müller, Fußballspieler
- 1985, 1. November, Sebastian Hertrich, Künstler und Bildhauer
- 1986, Jakob Bieber, Schauspieler
- 1986, Johannes Kienast, Schauspieler
- 1986, Franziska Krötenheerdt, Opernsängerin
- 1986, 10. Mai, Marie Seiser, Schauspielerin
- 1986, 17. Juli, Friede Clausz, Kameramann
- 1986, 7. August, Paul Biedermann, Schwimmsportler
- 1986, 13. September, Ralph Schirmer, Basketballspieler
- 1986, 19. Oktober, Sascha Pfeffer, Fußballspieler
- 1986, 21. Oktober, Katja Hofmann, Autorin und Poetry-Slammerin
- 1987, Henriette Blumenau, Theaterschauspielerin
- 1987, Anne Kodura, Drehbuchautorin und Filmregisseurin
- 1987, Antonia Rothe-Liermann, Drehbuch- und Romanautorin
- 1987, Karoline Stegemann, Schauspielerin
- 1987, 24. März, Franziska Hildebrand, Biathletin
- 1987, 24. März, Stefanie Hildebrand, Biathletin
- 1987, 30. März, Tom Bertram, Fußballspieler
- 1987, 31. März, Georg Listing, Musiker (Tokio Hotel)
- 1987, 11. April, Frieder Diestelhorst, Basketballspieler
- 1988, Paul Glaw, Künstler
- 1988, Moritz Gottwald, Theater- und Filmschauspieler
- 1988, 24. Januar, Max Löffler, Politiker (Grüne) und Sprecher der Grünen Jugend
- 1988, 18. Februar, Andreas Wank, Skispringer
- 1988, 11. April, Annette Riemer, Literaturwissenschaftlerin, Journalistin und Schriftstellerin
- 1988, 20. Mai, Karoline Teska, Schauspielerin
- 1988, 3. September, Robert Zimmermann, Schauspieler
- 1988, 1. Oktober, Robin Schembera, Leichtathlet
- 1988, 4. November, Teresa Schergaut, Schauspielerin
- 1989, 30. Januar, Christopher Schorch, Fußballspieler
- 1989, 7. April, Sebastian Simmert, Philosoph und Kriminologe
- 1989, 24. Juli, Michael Knöfler, Regisseur, Schauspieler und Produzent
- 1990, Kilian Land, Schauspieler und Hörspielsprecher
- 1990, 4. April, Philipp Thiele, Bahnradsportler
- 1990, 9. Juni, Luise Malzahn, Judoka, mehrmalige Deutsche Meisterin
- 1990, 20. September, Dominique Schaak, Automobilrennfahrer
- 1990, 2. November, Victoria Paschold, Model
- 1990, 15. November, Toni Lindenhahn, Fußballspieler
- 1990, 5. Dezember, Juliane Wurm, Sportkletterin
- 1990, 25. Dezember, Marie Luise Stahl, Schauspielerin

### 1991–2000
- 1991, 24. September, Nina Gummich, Schauspielerin
- 1992, 7. Mai, Theresa Michalak, Schwimmerin
- 1993, 15. Februar, Vincent Göhre, Schauspieler
- 1993, 9. Juli, Saskia Rosendahl, Schauspielerin
- 1993, 29. Juli, Laura Hebecker, Basketballspielerin
- 1994, Elisabeth Böhm, Schauspielerin
- 1994, 10. Januar, Martin Krüger, Volleyballspieler
- 1994, 29. Mai, Tom Schwarz, Profiboxer
- 1994, 20. September, Alexander Prinz, Webvideoproduzent und Unternehmer
- 1994, 5. Dezember, Stanley Ratifo, deutsch-mosambikanischer Fußballspieler
- 1995, Yung FSK18, Rapperin
- 1995, 17. Februar, Mareike Müller, deutsche Basketballspielerin
- 1995, 5. November, Nils Wagener, Schauspieler und Synchronsprecher
- 1996, 11. April, Jasmin Fritz, Kanutin
- 1996, 8. Mai, Johanna Kaiser, Fußballspielerin
- 1996, 13. Juli, Andreas Obst, Basketballspieler
- 1996, 13. Oktober, Maximilian Braun, Theater- und Filmschauspieler
- 1996, 12. Dezember, Jonas Niedermanner, Basketballspieler
- 1997, Julius Gawlik, Jazzmusiker
- 1997, 22. September, Johannes Wasielewski, Handballspieler
- 1997, 30. Dezember, Lina Hausicke, Fußballspielerin
- 1997, 31. Oktober, Marius Staible, Akkordeonist und Komponist
- 1998, 29. Mai, Laura Riedemann, Schwimmerin
- 1998, 19. Oktober, Magdalena Laubisch, Schauspielerin
- 1999, 8. Januar, Niklas Kastenhofer, Fußballspieler
- 1999, 16. August, Laura Schinkel, Basketballspielerin
- 1999, 29. Oktober, Julian Guttau, Fußballspieler
- 1999, 10. November, Ernesto Carratala Jiménez, deutsch-kubanischer Fußballspieler

## 21. Jahrhundert
- 2001, 13. Januar, Anastasia Blayvas, Freistilringerin
- 2001, 2. Februar, Theo Ogbidi, Fußballspieler
- 2001, 9. April, Emma Cyris, Volleyballspielerin
- 2001, 22. September, Johannes Frenzl, Leichtathlet
- 2002, 20. Juli, Joscha Wosz, Fußballspieler
- 2003, 17. Februar, Armindo Sieb, Fußballspieler
- 2005, 28. Januar, Martin Kalu, Basketballspieler